# شينزو آبي
شينزو آبي (باليابانية: 安倍 晋三) (21 سبتمبر 1954 – 8 يوليو 2022) كان سياسيًا يابانيًا شغل منصب رئيس وزراء اليابان ورئيس الحزب الليبرالي الديمقراطي (LDP) من 2006 إلى 2007 ومرة أخرى  من 2012 إلى 2020. كان رئيس الوزراء الأطول خدمة في تاريخ اليابان. شغل آبي أيضًا منصب أمين مجلس الوزراء من 2005 إلى 2006 في عهد جونيتشيرو كويزومي وكان لفترة وجيزة زعيمًا للمعارضة في عام 2012.
وُلد شينزو آبي في عائلة سياسية بارزة واُنْتُخِبَ عضوًا في مجلس النواب في انتخابات 1993 عُيِّنَ أمينًا لمجلس الوزراء من قبل رئيس الوزراء جونيشيرو كويزومي في سبتمبر 2005 قبل يخلفه في المنصب ويترأس حزبه في سبتمبر 2006. وتم تأكيده لاحقًا كرئيس للوزراء من خلال جلسة خاصة في البرلمان الوطني ليصبح أصغر رئيس للوزراء في فترة ما بعد الحرب. استقال آبي من منصبه كرئيس للوزراء بعد عام واحد من توليه منصبه بسبب المضاعفات الطبية الناجمة عن التهاب القولون التقرحي، وكان ذلك بعد فترة وجيزة من خسارة حزبه لانتخابات مجلس المستشارين في ذلك العام. خلفه ياسو فوكودا الذي أصبح الأول في سلسلة من خمسة رؤساء وزراء فشل كل منهم في الاحتفاظ بمنصبه لأكثر من ستة عشر شهرًا.
كانت لآبي بعد تعافيه من مرضه عودة سياسية غير متوقعة، حيث هزم وزير الدفاع السابق شيجيرو إيشيبا في اقتراع ليصبح رئيس الحزب للمرة الثانية في سبتمبر 2012. بعد فوز حزبه الساحق في الانتخابات العامة في ديسمبر، أصبح أول رئيس وزراء سابق يعود إلى منصبه منذ يوشيدا شيغه-رو في عام 1948. قاد الحزب إلى انتصارين ساحقين آخرين في انتخابات 2014 و2017 ليصبح أطول رئيس وزراء خدمة في اليابان. في أغسطس 2020 أعلن آبي استقالته الثانية كرئيس للوزراء مشيرًا إلى عودة ظهور التهاب القولون التقرحي. قدم استقالته في 16 سبتمبر بناءً على انتخاب البرلمان أمين مجلس الوزراء يوشيهيديه سوغا خلفًا له.
كان آبي محافظًا، وصفه المعلقون السياسيون على نطاق واسع بأنه قومي ياباني يميني. كان عضوًا في منظمة نيبون كايجي ولديه إنكار بأمور تتعلق بالتاريخ الياباني، بما في ذلك إنكار دور الإكراه الحكومي في تجنيد نساء المتعة أثناء الحرب العالمية الثانية، وهو الموقف الذي تسبب في توتر مع الجارة كوريا الجنوبية. كان يُعتبر متشددًا فيما يتعلق بسياسة الدفاع اليابانية ودافع عن مراجعة المادة التاسعة في الدستور الياباني للسماح لليابان بالحفاظ على القوات العسكرية. اقترح ودافع عن قانون الإصلاح الأمني وسنه بنجاح في عام 2015 للسماح لليابانيين بممارسة الأمن المشترك، والذي كان إقراره مثيرًا للجدل وقُوبِلَ باحتجاجات كبيرة. عُرفت رئاسة آبي للوزراء دوليًا بسياسات حكومته الاقتصادية التي لُقبت بـأبينوميكس، والتي سعت إلى التيسير النقدي والتحفيز المالي والإصلاحات الهيكلية.
اُغْتِيلَ شينزو آبي بسلاح ناري في 8 يوليو 2022 أثناء إلقائه خطاب لحملة حزبه في نارا.

## النشأة والتعليم

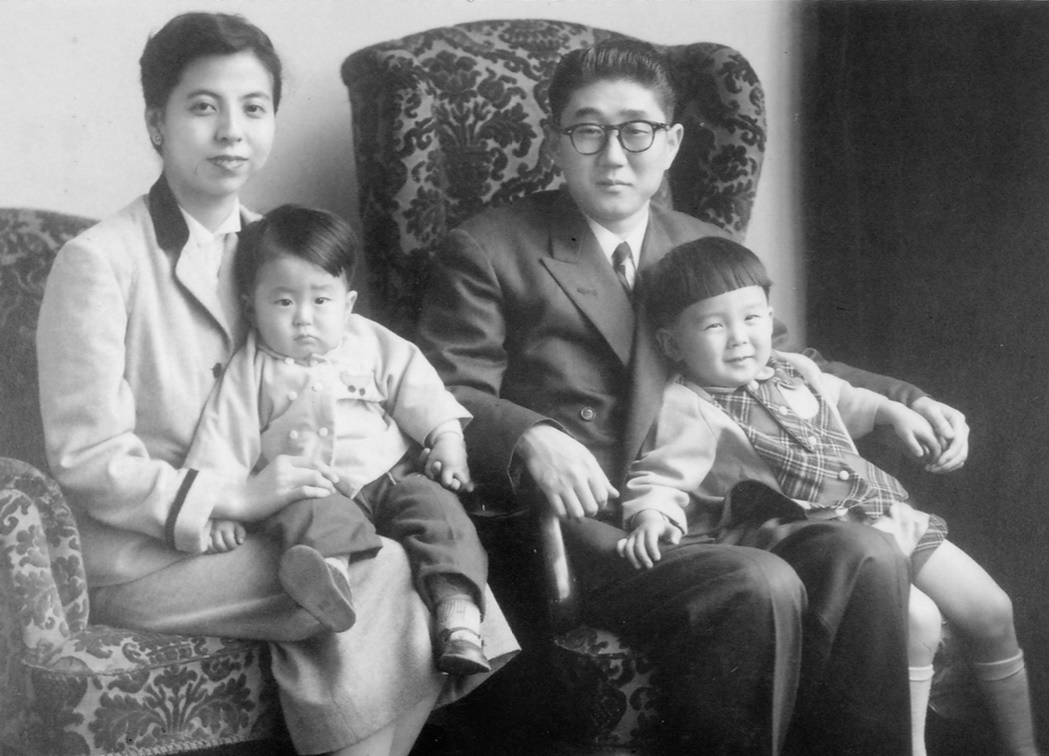
عائلة آبي عام 1956: والدته يوكو آبي، شينزو آبي في الثانية من عمره (على اليسار)، والده شينتارو آبي وشقيقه الأكبر هيرونوبو.

ولد شينزو آبي في 21 سبتمبر 1954 في طوكيو لعائلة سياسية بارزة تتمتع بنفوذ اقتصادي كبير طوال فترة ما قبل الحرب وأوقات الحرب وما بعد الحرب في اليابان. كان جده نوبوسوكه كيشي «ملكا اقتصاديا» فعليا للصين المحتلة وكوريا ومانشوكو وهي دولة دمية يابانية في شمال الصين. تنحدر عائلته في الأصل من محافظة ياماغوتشي ومحل سكن آبي المسجل هو ناغوتو حيث ولد جده. عمل جده كان آبي ووالده شينتارو آبي في البداية في مركز تجاري. خدم جده الأكبر فيكونت يوشيماسا أوشيما في منصب جنرال في الجيش الإمبراطوري الياباني. خلال حرب المحيط الهادئ تطوع والده شينتارو ليكون طيار كاميكازي لكن الحرب انتهت قبل أن يكمل التدريب.
والدة آبي يوكو كيشي هي ابنة نوبوسوكه كيشي الذي كان رئيس وزراء اليابان من عام 1957 إلى 1960. في نهاية الحرب كان من المقرر محاكمة كيشي كمجرم حرب لكن سياسة القائد الأعلى لقوات التحالف التي سيطرت على اليابان بعد الحرب تغيرت وأصبحت أكثر مناهضة للشيوعية وتم إطلاق سراح كيشي من سجن سوجامو وأسس فيما بعد الحزب الديمقراطي الياباني. في كتابه «نحو بلد جميل» كتب آبي: «اعتاد بعض الناس الإشارة إلى جدي باعتباره» مشتبه به من الدرجة الأولى في جرائم الحرب«وشعرت بنفور شديد. بسبب هذه التجربة ارتبطت عاطفيا بسلوك محافظ نحو هذا البلد».
في عام 1955 اندمج الحزب الليبرالي بزعامة يوشيدا شيغه-رو والحزب الديمقراطي بزعامة كشي كتحالف مناهض لليسار وأعيد تأسيسه باسم الحزب الديمقراطي الليبرالي. التحق آبي بمدرسة سيكي الابتدائية ومدرسة سيكي الإعدادية ومدرسة سيكي الثانوية. درس الإدارة العامة وتخرج بدرجة بكالوريوس في العلوم السياسية من جامعة سيكي في عام 1977. ثم انتقل بعد ذلك إلى الولايات المتحدة ودرس السياسة العامة في كلية السياسة العامة بجامعة كاليفورنيا الجنوبية لمدة ثلاثة فصول دراسية. في أبريل 1979 بدأ آبي العمل لدى كوبي ستيل. ترك الشركة في عام 1982 وتولى عددا من المناصب الحكومية بما في ذلك المساعد التنفيذي لوزير الخارجية والسكرتير الخاص لرئيس المجلس العام للحزب الديمقراطي الليبرالي والسكرتير الخاص للأمين العام للحزب الديمقراطي الليبرالي.

## عضو مجلس النواب
| الدائرة                             | الانتخابات | الانتخابات     | الحزب                      | الفترة                                                             | الملاحظات |
| ----------------------------------- | ---------- | -------------- | -------------------------- | ------------------------------------------------------------------ | --------- |
| الدائرة الأولى في محافظة ياماغوتشي  |            | 1993           | الحزب الليبرالي الديمقراطي | 1993–1996                                                          |           |
| الدائرة الرابعة في محافظة ياماغوتشي | 1996       | 1996–incumbent | الحزب الليبرالي الديمقراطي |                                                                    |           |
| الدائرة الرابعة في محافظة ياماغوتشي | 2000       | 1996–incumbent | الحزب الليبرالي الديمقراطي |                                                                    |           |
| الدائرة الرابعة في محافظة ياماغوتشي | 2003       | 1996–incumbent | الحزب الليبرالي الديمقراطي |                                                                    |           |
| الدائرة الرابعة في محافظة ياماغوتشي | 2005       | 1996–incumbent | الحزب الليبرالي الديمقراطي | أمين مجلس الوزراء (31 أكتوبر 2005 – 26 سبتمبر 2006)                |           |
| الدائرة الرابعة في محافظة ياماغوتشي | 2005       | 1996–incumbent | الحزب الليبرالي الديمقراطي | رئيس وزراء اليابان الفترة الأولى (20 سبتمبر 2006 – 26 سبتمبر 2007) |           |
| الدائرة الرابعة في محافظة ياماغوتشي | 2009       | 1996–incumbent | الحزب الليبرالي الديمقراطي | زعيم المعارضة (26 سبتمبر 2012 – 26 ديسمبر 2012)                    |           |
| الدائرة الرابعة في محافظة ياماغوتشي | 2012       | 1996–incumbent | الحزب الليبرالي الديمقراطي | رئيس وزراء اليابان الفترة الثانية (Incumbent)                      |           |
| الدائرة الرابعة في محافظة ياماغوتشي | 2014       | 1996–incumbent | الحزب الليبرالي الديمقراطي | رئيس وزراء اليابان الفترة الثانية (Incumbent)                      |           |
| الدائرة الرابعة في محافظة ياماغوتشي | 2017       | 1996–incumbent | الحزب الليبرالي الديمقراطي | رئيس وزراء اليابان الفترة الثانية (Incumbent)                      |           |

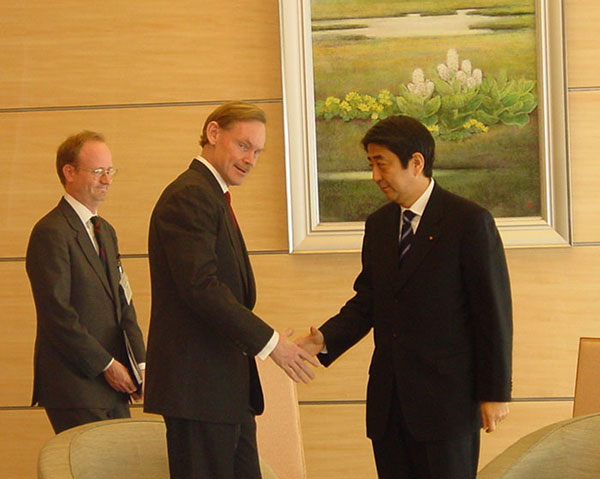
شينزو آبي (إلى اليمين) بصفته رئيس مجلس الوزراء يلتقي نائب وزير الخارجية الأمريكي روبرت زوليك في يناير 2006.

تم انتخاب آبي في الدائرة الأولى لمحافظة ياماغوتشي في عام 1993 بعد وفاة والده في عام 1991 وفاز بأكبر عدد من أصوات النواب الأربعة المنتخبين في منطقة الصوت الواحد غير قابل للتحويل متعددة الأعضاء. في عام 1999 أصبح مدير قسم الشؤون الاجتماعية. شغل منصب نائب رئيس مجلس الوزراء في حكومتي يوشيرو موري وجونيشيرو كويزومي من عام 2000 إلى عام 2003 وبعد ذلك تم تعيينه أمينا عاما للحزب الليبرالي الديمقراطي.
آبي عضو في فصيل موري في الحزب الديمقراطي الليبرالي. يرأس هذا الفصيل رئيس الوزراء السابق يوشيرو موري. كان جونيتشيرو كويزومي عضوا في فصيل موري لكنه تركه كما هي العادة عند قبول منصب رفيع في الحزب. من عام 1986 إلى عام 1991 ترأس والد آبي شينتارو نفس الفصيل. يضم الفصيل 60 عضوا في مجلس النواب و 26 في مجلس المستشارين.
في عام 2000 تعرض منزل آبي ومكتب أنصاره في شيمونوسيكي بمحافظة ياماغوتشي لهجوم بقنابل المولوتوف في مناسبات عديدة. وكان الجناة عدة أعضاء من جماعة ياكوزا ينتمون إلى كودو كاي وهي نقابة بوريوكودان مقرها كيتاكيوشو. يُعتقد أن سبب الهجمات هو أن مساعد آبي المحلي رفض إعطاء نقود إلى سمسار عقارات من شيمونوسيكي مقابل دعم مرشح شيمونوسيكي لرئاسة البلدية في عام 1999.
كان آبي كبير المفاوضين للحكومة اليابانية نيابة عن عائلات المختطفين اليابانيين الذين تم نقلهم إلى كوريا الشمالية. كجزء من هذا الجهد رافق كويزومي للقاء كيم جونغ إيل في عام 2002. واكتسب شعبية وطنية عندما طالب ببقاء المختطفين اليابانيين الذين يزورون اليابان في تحد لكوريا الشمالية.
كان قائد فريق مشروع داخل الحزب الديمقراطي الليبرالي أجرى مسحا حول «التربية الجنسية المفرطة والتعليم الخالي من الجنس». ومن بين العناصر التي أثارها هذا الفريق اعتراضات الدمى التشريحية وغيرها من المواد المنهجية «التي لا تأخذ في الاعتبار سن الأطفال» والسياسات المدرسية التي تحظر المهرجانات التقليدية للفتيان والفتيات والتربية البدنية المختلطة بين الجنسين. سعى الفريق لتقديم تناقض مع الحزب الديمقراطي الياباني الذي زعم أنه يدعم مثل هذه السياسات.
في 23 أبريل 2006 تم انتخاب آبي رئيسا للحزب الليبرالي الديمقراطي الحاكم. وكان المنافسون الرئيسيون له لهذا المنصب ساداكازو تانيغاكي وتارو أسو. كان ياسو فوكودا منافسا بارزا في وقت مبكر لكنه اختار في النهاية عدم الترشح. صرح رئيس الوزراء السابق يوشيرو موري الذي ينتمي إلى فصيله كل من آبي وفوكودا أن الفصيل كان يميل بقوة نحو آبي.

## الفترة الأولى كرئيس للوزراء (2006-2007)

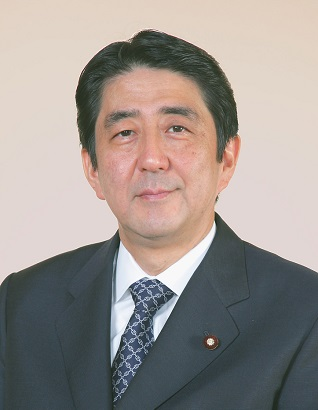
آبي في 2006.

في 14 يوليو 2006 تم تنصيب آبي كرئيس للوزراء الياباني. انتخب عن عمر يناهز 52 عاما وكان أصغر رئيس وزراء منذ فوميمارو كونويه في عام 1941.

### السياسة المحلية

#### الاقتصاد
أعرب آبي عن التزامه العام بالإصلاحات التي وضعها سلفه جونيتشيرو كويزومي. اتخذ بعض الخطوات نحو موازنة الميزانية اليابانية مثل تعيين خبير السياسة الضريبية كوجي أومي وزيرا للمالية. دعم أومي سابقا الزيادات في ضريبة الاستهلاك الوطنية على الرغم من أن آبي نأى بنفسه عن هذه السياسة وسعى إلى تحقيق الكثير من موازنة ميزانيته من خلال خفض الإنفاق.

#### التعليم
منذ عام 1997 كرئيس مكتب «معهد أعضاء الجمعية الصغيرة الذين يفكرون في آفاق اليابان وتعليم التاريخ» دعم آبي الجمعية اليابانية المثيرة للجدل لإصلاح كتاب التاريخ وكتاب التاريخ الجديد.
في مارس 2007 اقترح آبي مع سياسيين من الجناح اليميني مشروع قانون لتشجيع القومية و «حب المرء لبلده ومسقط رأسه» بين الشباب الياباني (صياغة محددة من «القانون الأساسي للتعليم» المنقح والذي كان المنقحة لتشمل «حب الوطن»).

#### الأسرة الإمبراطورية
كان لآبي آراء محافظة في جدل الخلافة اليابانية وبعد فترة وجيزة من ولادة الأمير هيساهيتو أمير أكيشينو تخلى عن تعديل تشريعي مقترح للسماح للنساء بوراثة عرش الأقحوان.

### السياسة الخارجية

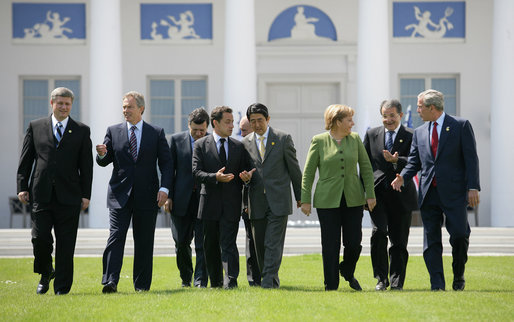
القمة 33 لمجموعة الثماني في هايليغيندام في يونيو 2007.

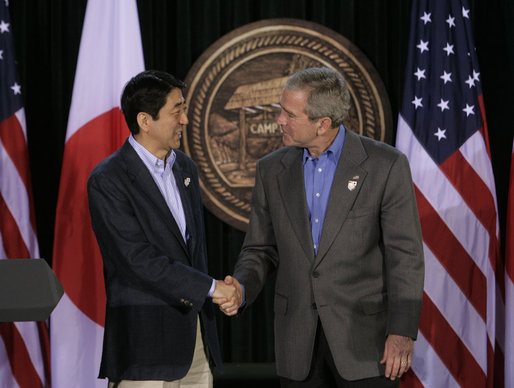
آبي يصافح الرئيس الأمريكي جورج دبليو بوش في أبريل 2007.

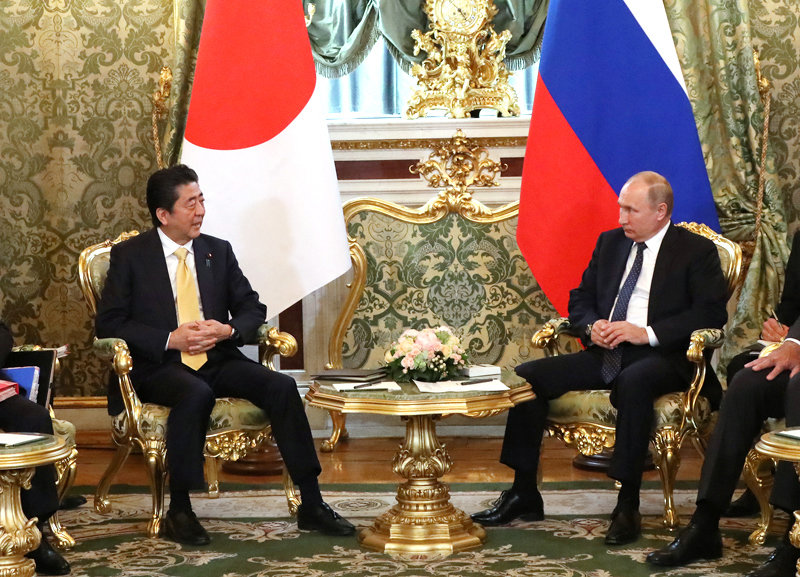
آبي مع الرئيس الروسي فلاديمير بوتين في منتدى بطرسبورغ الاقتصادي الدولي في 26 مايو 2018.

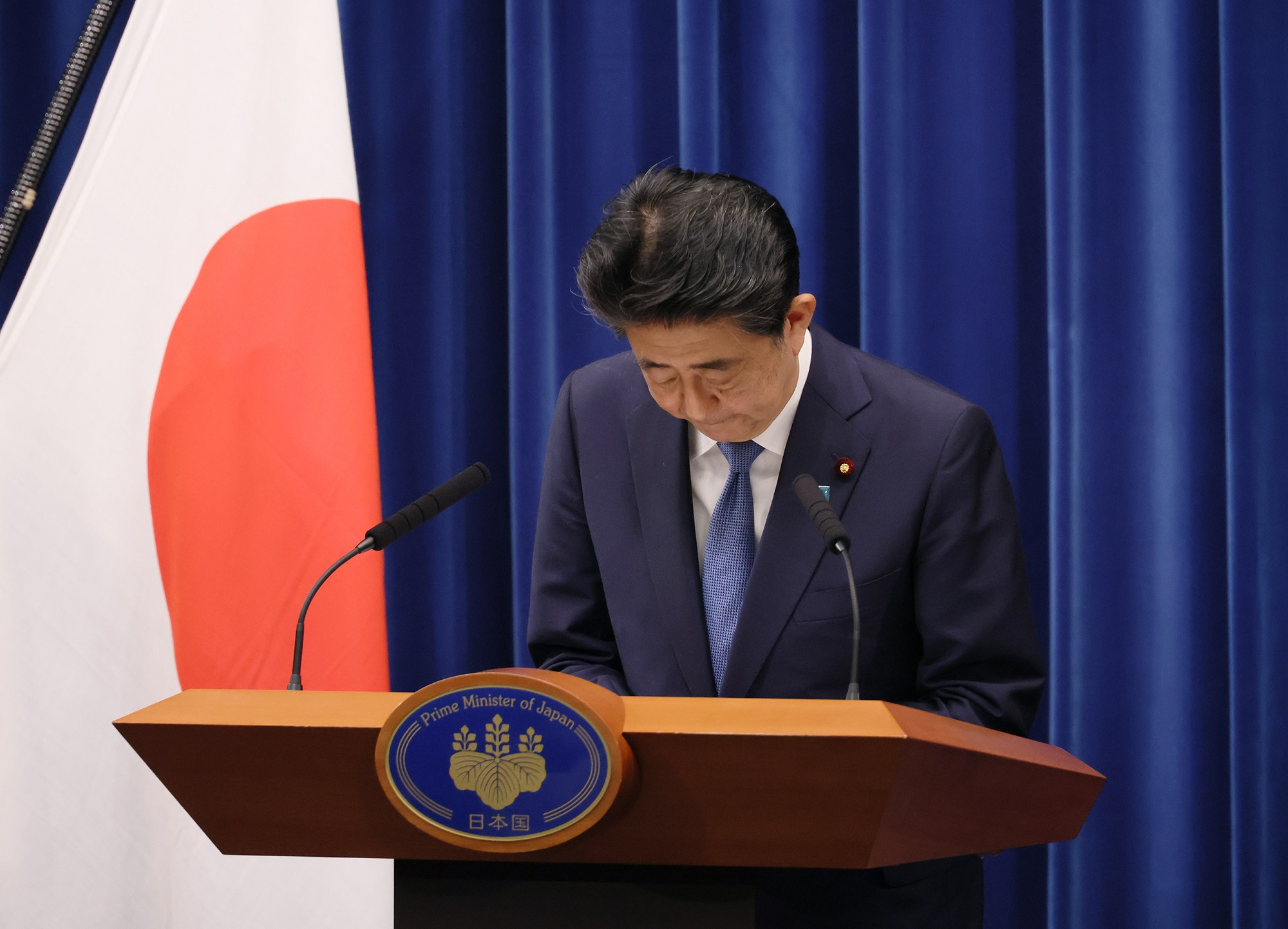
آبي ينحني بعد إعلان استقالته خلال مؤتمر صحفي في طوكيو في 28 أغسطس 2020.

#### كوريا الشمالية
اتخذ آبي عموما موقفا متشددا فيما يتعلق بكوريا الشمالية خاصة فيما يتعلق باختطاف كوريا الشمالية مواطنين يابانيين.
في مفاوضات 2002 بين اليابان وكوريا الشمالية وافق رئيس الوزراء كويزومي والأمين العام كيم جونغ إيل على السماح للمختطفين بزيارة اليابان. بعد أسابيع قليلة من الزيارة قررت الحكومة اليابانية منع المختطفين من العودة إلى كوريا الشمالية حيث تعيش عائلاتهم. حصل آبي على هذا القرار السياسي في كتابه الأكثر مبيعا نحو أمة جميلة. انتقدت كوريا الشمالية هذا القرار الياباني ووصفته بأنه خرق لوعد دبلوماسي وأجهضت المفاوضات.

#### الصين وجنوب شرق آسيا وتايوان
اعترف آبي علنا بالحاجة إلى تحسين العلاقات مع جمهورية الصين الشعبية وسعى جنبا إلى جنب مع وزير الخارجية تارو آسو إلى عقد اجتماع قمة نهائي مع الزعيم الأعلى الصيني السابق هو جينتاو. كما قال آبي أن العلاقات الصينية اليابانية لا ينبغي أن تستمر على أساس العواطف.
من حين لآخر يحظى آبي بالاحترام بين السياسيين في تايوان الذين هم جزء من تحالف عموم الخضر الساعي إلى استقلال تايوان. رحب تشين شوي بيان برئيس الوزراء آبي. جزء من جاذبية آبي في تايوان تاريخي: جده نوبوسوكي كيشي كان مؤيدا لتايوان وكان عمه الأكبر إيساكو ساتو آخر رئيس وزراء يزور تايوان أثناء توليه منصبه.
أعرب آبي عن الحاجة إلى تعزيز العلاقات السياسية والأمنية والاقتصادية داخل منطقة جنوب شرق آسيا. زاد آبي من عدد حلفائه في حملته الدولية لمواجهة التهديد النووي الكوري الشمالي. حتى الآن زار آبي الفلبين وإندونيسيا بنجاح وعلى الرغم من أن الصين ليست داخل منطقة جنوب شرق آسيا إلا أن اليابان طلبت دعمها أيضا. ومع ذلك استمرت العلاقات مع الصين في التشويه بسبب النزاع على جزر سينكاكو وزيارات آبي لضريح ياسوكوني (انظر أدناه).

#### الهند

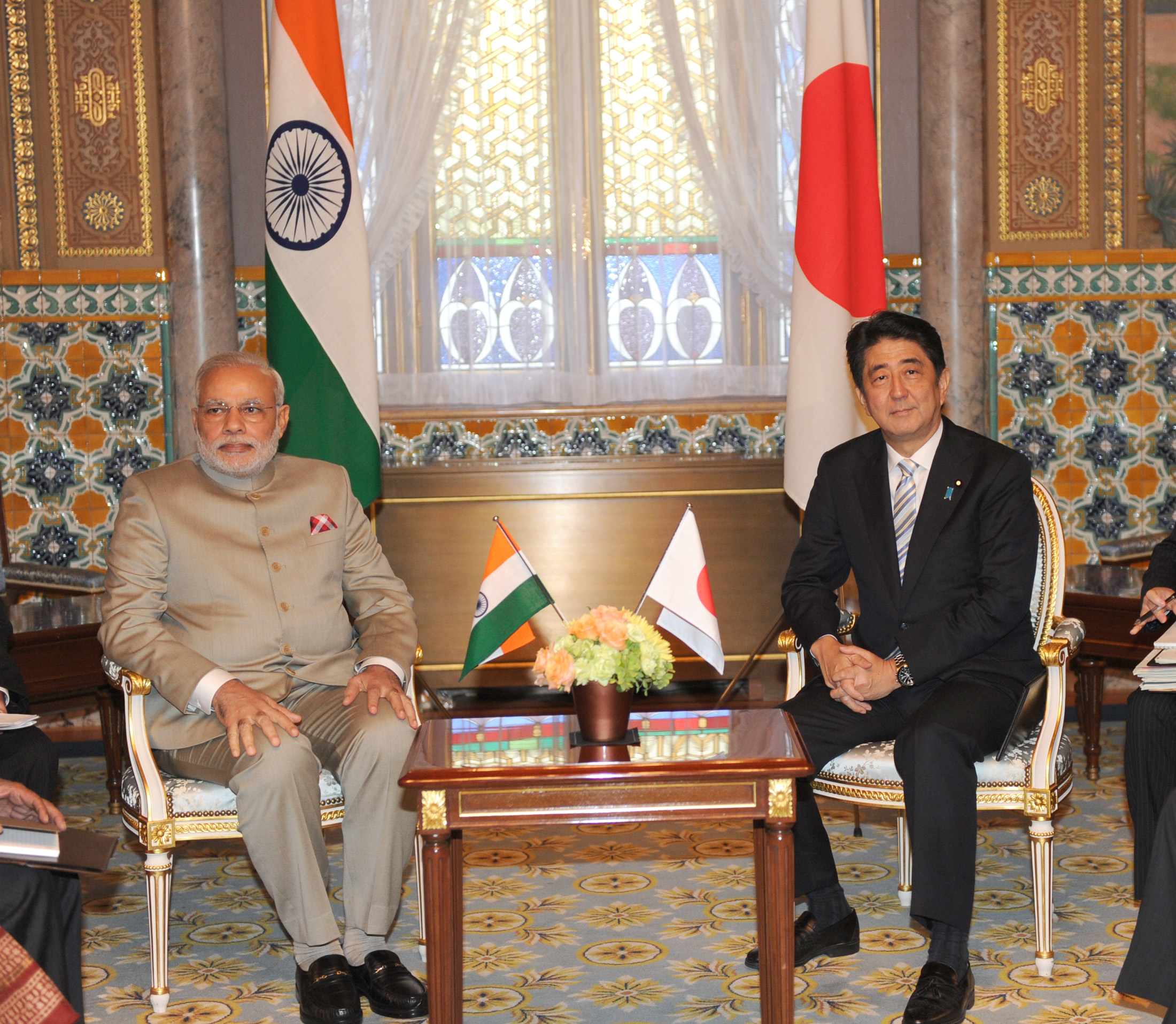
آبي مع رئيس وزراء الهند ناريندرا مودي في عام 2014.

سعى آبي في فترتي ولايته كرئيس لوزراء اليابان إلى رفع مستوى العلاقات الإستراتيجية بين اليابان والهند. بدأ آبي الحوار الأمني الرباعي بين اليابان والولايات المتحدة وأستراليا والهند في عام 2007. وأدت زيارته التي استمرت ثلاثة أيام للهند في أغسطس 2007 إلى افتتاح تحالف آسيوي ثنائي جديد مبنيا على التاريخ الطويل للعلاقات الثنائية الودية بين الهند واليابان. تهدف مبادرة آبي إلى إنشاء الرابط الثنائي «الخامس» في سيناريو ناشئ حيث تكون الروابط بين الولايات المتحدة وأستراليا، والولايات المتحدة واليابان، واليابان وأستراليا، والعلاقات بين الولايات المتحدة والهند تحالفات إستراتيجية داعمة. ستكون الحلقة السادسة بين الهند وأستراليا هي النتيجة المنطقية والتي يتم إضفاء الطابع الرسمي عليها باعتبارها رباعيا جديدا من الحصن الاستراتيجي. تم التكهن بالتوسع النهائي ليشمل فيتنام وكوريا الجنوبية والفلبين وإندونيسيا في هذا الترتيب في وسائل الإعلام في تلك الدول. أطلق الخبراء الاستراتيجيون الصينيون على النموذج الجغرافي الاستراتيجي المتطور «الناتو الآسيوي». سياسة آبي الخارجية البراغماتية للهند هي تعزيز المؤشرات الاقتصادية اليابانية المتصاعدة مع اكتساب شريك مهم في آسيا.

### الدفاع
سعى آبي أيضا إلى مراجعة أو توسيع تفسير المادة التاسعة في دستور اليابان من أجل السماح لليابان بالحفاظ على القوات العسكرية بحكم القانون. وكان قد صرح بأننا «نصل إلى الحد الأقصى في تضييق الخلافات بين أمن اليابان وتفسير دستورنا». خلال فترة رئاسته الأولى للوزراء قام بترقية وكالة الدفاع اليابانية إلى مرتبة الوزارة الكاملة. مثل أسلافه دعم التحالف الياباني مع الولايات المتحدة.

### عدم الشعبية والاستقالة
تكبد الحزب الليبرالي الديمقراطي الحاكم بزعامة آبي خسائر فادحة في انتخابات مجلس الشيوخ وهي المرة الأولى التي يفقد فيها الحزب السيطرة منذ 52 عاما. استقال وزير الزراعة الآخر نوريهيكو أكاجي الذي تورط في فضيحة تمويل سياسي بعد الانتخابات. بالإضافة إلى ذلك أدى رفض آبي لاحتمال وجود ملكة يابانية مما أدى إلى الجدل حول الخلافة اليابانية إلى تقليص قاعدة دعمه.
في محاولة لإحياء إدارته أعلن آبي تشكيل حكومة جديدة في 27 أغسطس 2007. ومع ذلك استقال وزير الزراعة الجديد تاكيهيكو إندو المتورط في فضيحة مالية بعد سبعة أيام فقط.
في 12 سبتمبر 2007 بعد ثلاثة أيام فقط من بدء جلسة برلمانية جديدة أعلن آبي عزمه على الاستقالة من منصبه كرئيس للوزراء في مؤتمر صحفي غير مقرر. وقال آبي إن عدم شعبيته كان يعيق تمرير قانون مكافحة الإرهاب والذي يشمل من بين أمور أخرى استمرار الوجود العسكري الياباني في أفغانستان. كما قال مسؤولو الحزب إن رئيس الوزراء المحاصر يعاني من مشاكل صحية. في 26 سبتمبر 2007 أنهى آبي فترة ولايته رسميا حيث أصبح ياسو فوكودا رئيس وزراء اليابان الجديد.

## رئاسة الوزراء (2007-2012)
كشف آبي لاحقا أن المرض الذي ساهم في إنهاء ولايته الأولى كرئيس للوزراء كان التهاب القولون التقرحي لكنه تعافى منذ ذلك الحين بسبب حصوله على عقار ميسالازين الذي لم يكن متوفرا في السابق في اليابان. عندما عاد إلى المنصب استخدم قضيته للدفاع عن تقليل الوقت المستغرق في الموافقة على الأدوية التي يحتمل أن تكون مبتكرة. بعد استقالته من منصب رئيس الوزراء بقي آبي في البرلمان الوطني وأعيد انتخابه في دائرة ياماغوتشي الرابعة في انتخابات عام 2009 عندما فقد الحزب الديمقراطي الليبرالي السلطة أمام الحزب الديمقراطي الياباني.

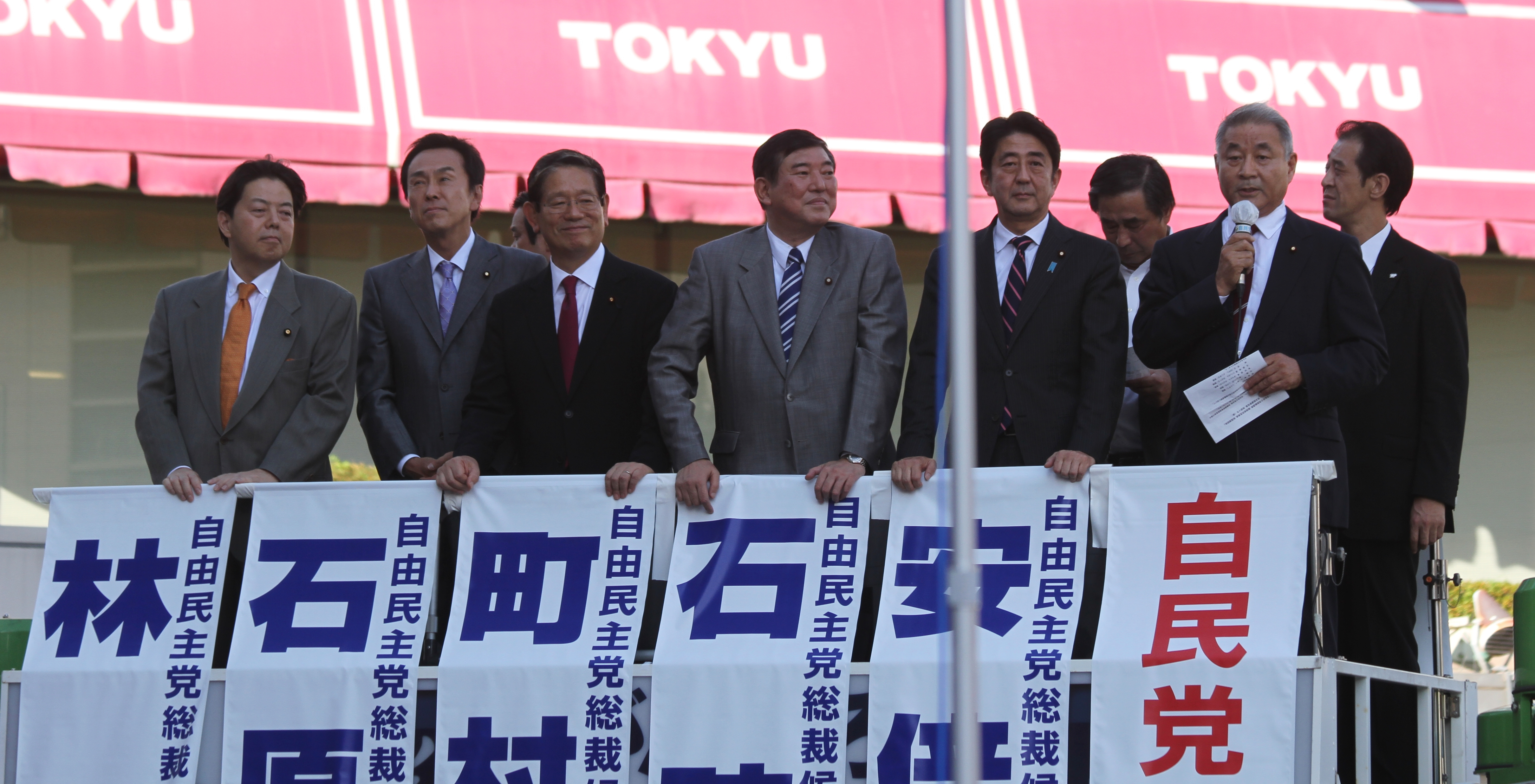
آبي ومرشحون آخرون يخوضون حملتهم الانتخابية خلال الانتخابات الرئاسية للحزب الديمقراطي الليبرالي في عام 2012. ويقف منافسه الرئيسي شيجيرو إيشيبا إلى يمينه على الفور.

في 26 سبتمبر 2012 أعيد انتخاب آبي رئيسا للحزب الليبرالي الديمقراطي المعارض بعد فوزه على وزير الدفاع السابق شيجيرو إيشيبا في جولة الإعادة بأغلبية 108 أصوات مقابل 89. عاد آبي إلى قيادة الحزب الليبرالي في وقت الاضطرابات السياسية وفقد الحزب الديمقراطي الياباني الحاكم أغلبيته في مجلس النواب بسبب الانقسامات الحزبية حول السياسات النووية وخطوة مجلس الوزراء لزيادة ضريبة الاستهلاك من 5 إلى 10 في المائة. واضطر رئيس الوزراء يوشيهيكو نودا إلى الاعتماد على الحزب الديمقراطي الليبرالي لتمرير قانون ضريبة الاستهلاك وفي المقابل تعرض لضغوط من قبل آبي وأحزاب المعارضة لإجراء انتخابات عامة مبكرة. وافق نودا على ذلك بشرط أن يمرر الحزب الديمقراطي الليبرالي مشروع قانون لتمويل السندات ويدعم لجنة لإصلاح نظام الضمان الاجتماعي ومعالجة سوء التوزيع الانتخابي في جلسة النظام الغذائي التالية.

### الانتخابات العامة 2012
في 16 نوفمبر 2012 أعلن رئيس الوزراء نودا حل مجلس النواب وأن الانتخابات العامة ستجرى في 16 ديسمبر. قام آبي بحملته الانتخابية باستخدام شعار «استرد اليابان» واعدا بالانتعاش الاقتصادي من خلال التيسير النقدي وزيادة الإنفاق العام واستمرار استخدام الطاقة النووية وخط متشدد في النزاعات الإقليمية.
في انتخابات 16 ديسمبر 2012 فاز الحزب الديمقراطي الليبرالي بـ 294 مقعدا من 480 مقعدا في مجلس النواب. جنبا إلى جنب مع حزب كوميتو الجديد (الذي دخل في شراكة مع الحزب الليبرالي الديمقراطي منذ أواخر التسعينيات) تمكن آبي من تشكيل حكومة ائتلافية تسيطر على أغلبية الثلثين في مجلس النواب مما يسمح لها بتجاوز نقض مجلس الشيوخ.

## الفترة الثانية كرئيس للوزراء (2012-2014)
في 26 ديسمبر 2012 انتخب المجلس التشريعي آبي رسميا رئيسا للوزراء بدعم من 328 من أصل 480 عضوا في مجلس النواب. ضمت الحكومة الجديدة أعضاء من الحزب الديمقراطي الليبرالي من ذوي الثقل مثل رئيس الوزراء السابق تارو آسي كنائب لرئيس الوزراء ووزير المالية ويوشيهيدي سوجا في منصب أمين مجلس الوزراء وأكيرا أماري وزيرا للاقتصاد. بعد فوزه قال آبي: «بقوة مجلس وزرائي بالكامل سأنفذ سياسة نقدية جريئة وسياسة مالية مرنة واستراتيجية نمو تشجع الاستثمار الخاص ومن خلال هذه الركائز السياسية الثلاث سأحقق النتائج».
في فبراير 2013 ألقى آبي خطابا في مركز الدراسات الاستراتيجية والدولية في واشنطن العاصمة أوضح فيه أهدافه الاقتصادية والدبلوماسية وعاد إلى رئاسة الوزراء لمنع اليابان من أن تصبح «أمة من الدرجة الثانية» معلنا أن «اليابان عادت».

### السياسة الاقتصادية (أبينوميكس)
أعادت حكومة آبي الثانية إحياء مجلس السياسة الاقتصادية والمالية الذي لعب دورا رئيسيا في صياغة السياسة الاقتصادية خلال حكومة كويزومي ولكن تم التخلي عنه من قبل إدارات الحزب الديمقراطي الياباني في 2009-12.
أعلن آبي في خطابه السياسي الذي ألقاه في يناير 2013 أمام البرلمان أن الانتعاش الاقتصادي والهروب من الانكماش كان «أكبر قضية ملحة» تواجه اليابان. تتكون استراتيجيته الاقتصادية التي يشار إليها باسم أبينوميكس مما يسمى «الأسهم الثلاثة» (إشارة إلى قصة يابانية قديمة) للسياسة. السهم الأول هو التوسع النقدي الذي يهدف إلى تحقيق تضخم بنسبة 2٪ والثاني سياسة مالية مرنة لتكون بمثابة حافز اقتصادي على المدى القصير ثم تحقيق فائض في الميزانية والثالث إستراتيجية نمو تركز على الإصلاح الهيكلي والخاص. الاستثمار القطاعي لتحقيق نمو طويل الأجل.

#### «السهم الأول»: السياسة النقدية

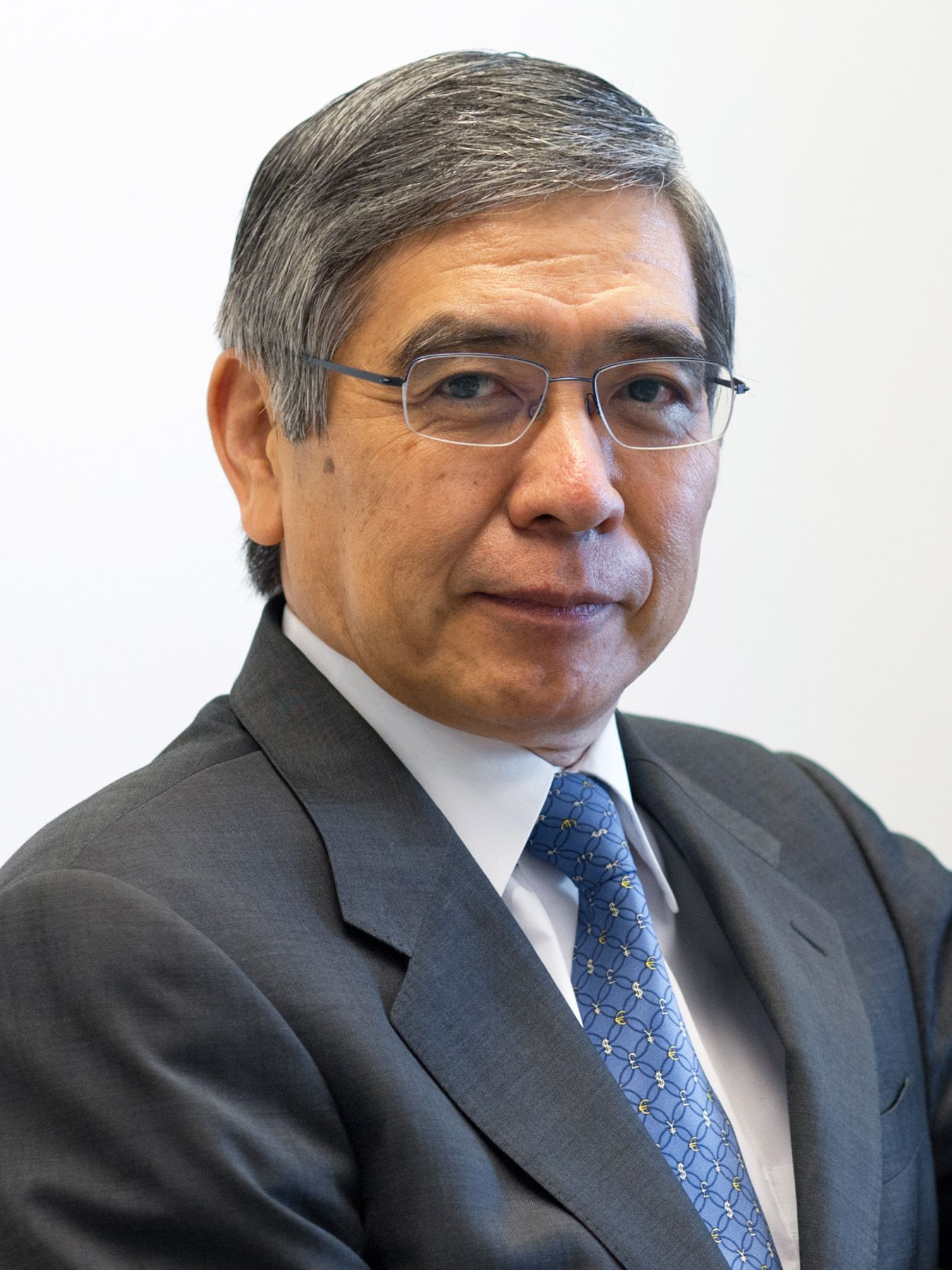
نفذ هاروهيكو كورودا الذي عينه آبي محافظا لبنك اليابان في ربيع 2013 السياسة النقدية «السهم الأول».

في الاجتماع الأول لمجلس السياسة الاقتصادية والمالية في 9 يناير 2013 أعلن آبي أن بنك اليابان يجب أن يتبع سياسة التيسير النقدي بهدف تحقيق تضخم بنسبة 2 في المائة. واصل آبي الضغط على محافظ البنك ماساكي شيراكاوا الذي كان مترددا في تحديد أهداف محددة للموافقة على السياسة. في فبراير بعد أن تكهن آبي علنا بأن الحكومة يمكن أن تصدر تشريعات لتجريد بنك اليابان من استقلاليته أعلن شيراكاوا أنه سيترك منصبه قبل الأوان قبل انتهاء فترة ولايته. ثم قام آبي بتعيين هاروهيكو كورودا محافظا والذي كان قد دافع في السابق عن أهداف التضخم والذي اتبع سياسات الحكومة للتيسير النقدي.
بعد الاجتماع الأول للجنة السياسة النقدية بالبنك بعد أن تولى منصبه في أبريل أعلن كورودا عن برنامج تخفيف قوي يهدف إلى مضاعفة المعروض النقدي وتحقيق هدف التضخم 2٪ في «أقرب وقت ممكن». خلال الأشهر الستة الأولى من حكومة آبي الثانية انخفض الين من أعلى مستوى له عند 77 ين للدولار إلى 101.8 ين وارتفع مؤشر نيكاي 225 بنسبة 70 بالمائة.
في خطوة مفاجئة في أكتوبر 2014 أعلن كورودا أن بنك اليابان سيعزز برنامج التيسير النقدي ويسرع شراء الأصول وانقسمت لجنة السياسة النقدية بخمسة أصوات إلى أربعة لكنها دعمت السياسة. تم تفسير ذلك على أنه استجابة للأرقام الاقتصادية المخيبة للآمال في أعقاب زيادة ضريبة الاستهلاك إلى 8٪ وانخفض التضخم إلى 1٪ من ذروته البالغة 1.5٪ في أبريل.

#### «السهم الثاني»: السياسة المالية

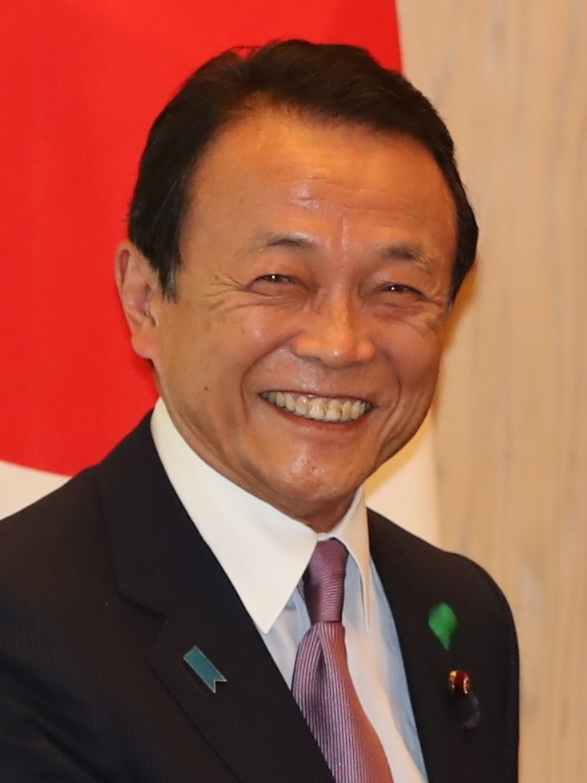
وزير المالية في حكومة آبي تارو أسو الذي يشغل أيضا منصب نائب رئيس الوزراء في أبريل 2017.

تضمنت الميزانية الأولى لمجلس وزراء آبي حزمة تحفيز بقيمة 10.3 تريليون ين تتألف من إنفاق الأشغال العامة ومساعدة الشركات الصغيرة وحوافز الاستثمار والتي تهدف إلى زيادة النمو بنسبة 2٪. زادت الميزانية أيضا من الإنفاق الدفاعي والقوى العاملة مع خفض المساعدات الخارجية.
في خريف 2013 اتخذ آبي قرارا بالمضي قدما في المرحلة الأولى من زيادة ضريبة الاستهلاك من 5 إلى 8 بالمائة في أبريل 2014 (مع وجود مرحلة ثانية متوقعة رفعها إلى 10 بالمائة في أكتوبر 2015). تمت الموافقة على مشروع قانون رفع الضريبة في ظل حكومة الحزب الديمقراطي الياباني السابقة لكن القرار النهائي يعود إلى رئيس الوزراء. وأوضح هو ووزير المالية تارو أسو أنه سيتم زيادة الضريبة لتوفير أساس «مستدام» للإنفاق الاجتماعي المستقبلي ولتجنب الحاجة إلى تمويل التحفيز المستقبلي عن طريق إصدار سندات حكومية. بينما كان من المتوقع أن يؤثر هذا على النمو الاقتصادي في الربع الذي يلي الارتفاع أعلن آبي أيضا عن حزمة تحفيز بقيمة 5 تريليون ين تهدف إلى التخفيف من أي آثار على الانتعاش الاقتصادي. بعد الزيادة في أبريل دخلت اليابان في ركود خلال الربعين الثاني والثالث من عام 2014 مما أدى إلى تأجيل آبي المرحلة الثانية من الزيادة الضريبية حتى أبريل 2017 والدعوة إلى انتخابات مبكرة (انظر أدناه). ردا على الركود أعلن آسو أن الحكومة ستطلب من المجلس التشريعي تمرير ميزانية إضافية لتمويل حزمة تحفيز إضافية بقيمة 2-3 تريليون ين.
كان هناك بعض الانقسام داخل حكومة آبي بين «الصقور الماليين» مثل وزير المالية آسو الذي يفضل ضبط أوضاع المالية العامة من خلال خفض الإنفاق وزيادة الضرائب وبين الانكماشيين مثل آبي نفسه الذين يجادلون لصالح «النمو أولا» السياسة التي تعطي الأولوية للتوسع والتعافي الاقتصادي على اعتبارات الميزانية باستخدام شعار «لا صحة مالية بدون تنشيط اقتصادي». تم تفسير قرار آبي بتأجيل زيادة ضريبة الاستهلاك في نوفمبر 2014 ودفعه لتحقيق عجز مالي كبير في ميزانية 2015 دون تخفيضات الضمان الاجتماعي على أنه انتصار لهذا الفصيل داخل الحزب الليبرالي الديمقراطي. ومع ذلك التزمت الحكومة بتحقيق فائض أولي بحلول عام 2020 وتعهدت بمراجعة استراتيجيتها في 2018 إذا لم ينخفض العجز الأولي إلى 1٪ من الناتج المحلي الإجمالي بحلول ذلك الوقت.

#### «السهم الثالث»: إستراتيجية النمو والإصلاح الهيكلي
في 15 مارس 2013 أعلن آبي أن اليابان كانت تدخل مفاوضات للانضمام إلى الشراكة العابرة للمحيط الهادئ وقد فسر المحللون ذلك على أنه وسيلة يمكن للحكومة من خلالها أن تسن إصلاحات لتحرير قطاعات معينة من الاقتصاد الياباني وعلى الأخص الزراعة وتعرض لانتقادات بواسطة ردهات المزارع وبعض أقسام الحزب الليبرالي الديمقراطي. وصف الخبير الاقتصادي يوشيزاكي تاتسوهيكو اتفاقية الشراكة العابرة للمحيط الهادئ بأنها تمتلك القدرة على العمل «كعنصر أساسي في إستراتيجية آبي للتنشيط الاقتصادي» من خلال جعل اليابان أكثر تنافسية من خلال التجارة الحرة. في فبراير 2015 أبرمت حكومة آبي صفقة للحد من سلطة هيئة الاتحاد المركزي للتعاونيات الزراعية للإشراف والتدقيق على التعاونيات الزراعية اليابانية في خطوة تهدف إلى تسهيل مفاوضات الشراكة العابرة للمحيط الهادئ وتحسين القدرة التنافسية لقطاع الزراعة في اليابان والحد من تأثير لوبي الزراعة.
كشف آبي عن الإجراءات الأولى المتعلقة بسياسات «السهم الثالث» في يونيو 2013 والتي تضمنت خططا لإنشاء منطقة اقتصادية خاصة والسماح ببيع الأدوية عبر الإنترنت لكنها لم تتضمن إجراءات جوهرية تتعلق بسوق العمل أو إصلاح الأعمال. كانت هذه الإجراءات أقل قبولا من السهمين الأولين منذ أن تولى آبي منصبه مع هبوط سوق الأسهم بشكل طفيف وجادل النقاد بأنهم يفتقرون إلى التفاصيل وذي إيكونوميست على سبيل المثال حكمت على الإعلان بأنه «خطأ». لاحظ المحللون مع ذلك أن آبي كان ينتظر حتى ما بعد انتخابات مجلس المستشارين في يوليو للكشف عن مزيد من التفاصيل لتجنب رد فعل سلبي من قبل الناخبين على الإصلاحات التي قد لا تحظى بشعبية. في اجتماع المنتدى الاقتصادي العالمي السنوي في دافوس عام 2014 أعلن آبي أنه مستعد للعمل بمثابة «مثقاب» لاختراق صخرة المصالح الخاصة و «الروتين» لتحقيق إصلاحات هيكلية للاقتصاد. واستشهد بإصلاحات الزراعة والطاقة والصحة كدليل على ذلك وتعهد بالمضي قدما في الشراكة العابرة للمحيط الهادئ وهي صفقة تجارية وضرائب بين اليابان والاتحاد الأوروبي وحوكمة الشركات وإصلاحات التخطيط.
أعلن آبي عن حزمة من الإصلاحات الهيكلية في يونيو 2014 والتي وصفتها مجلة الإيكونوميست بأنها «أقل من سهم واحد من حزمة قوامها 1000 قوي» وقارنتها بشكل إيجابي بإعلان 2013. تضمنت هذه الإجراءات الجديدة إصلاح حوكمة الشركات وتخفيف القيود على تعيين موظفين أجانب في مناطق اقتصادية خاصة وتحرير قطاع الصحة وإجراءات لمساعدة رواد الأعمال الأجانب والمحليين. تضمنت الخطط أيضا خفض ضريبة الشركات إلى أقل من 30 بالمائة وتوسيع رعاية الأطفال لتشجيع النساء على الانضمام إلى القوى العاملة وتخفيف القيود على العمل الإضافي. في ديسمبر 2015 أعلنت الحكومة أن ضريبة الشركات سيتم تخفيضها إلى 29.97 في المائة في 2016 مما يجعل التخفيض مقدما قبل الموعد المحدد بسنة.

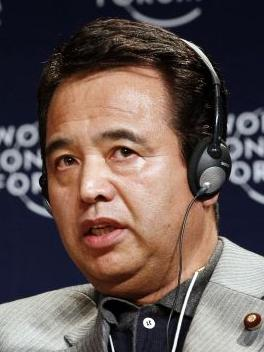
أشرف أكيرا أماري الذي شغل منصب وزير الاقتصاد في حكومة آبي من عام 2012 إلى عام 2016 على استراتيجية نمو "السهم الثالث" ومفاوضات الانضمام إلى اتفاقية الشراكة العابرة للمحيط الهادئ.

في سبتمبر 2013 دعا آبي إلى «مجتمع يمكن أن تتألق فيه جميع النساء» ووضع هدفا يتمثل في أن 30 في المائة من المناصب القيادية يجب أن تشغلها النساء بحلول عام 2020. واستشهد آبي بأفكار «ووموميكس» لكاثي ماتسوي والتي تنص على زيادة مشاركة النساء في يمكن للقوى العاملة التي تعتبر منخفضة نسبيا في اليابان وخاصة في الأدوار القيادية أن تحسن الناتج المحلي الإجمالي لليابان ومعدلات الخصوبة المحتملة على الرغم من انخفاض أعداد السكان. أدخلت حكومة آبي إجراءات لتوسيع رعاية الأطفال والتشريعات لإجبار المؤسسات العامة والخاصة على نشر بيانات عن عدد النساء اللواتي يعملن وما هي المناصب التي يشغلنها.
في نوفمبر 2013 أقر مجلس وزراء آبي مشروع قانون لتحرير سوق الكهرباء في اليابان من خلال إلغاء ضوابط الأسعار وتفكيك الاحتكارات الإقليمية وفصل نقل الطاقة عن التوليد من خلال إنشاء شركة شبكة وطنية. كانت هذه الخطوة جزئيا ردا على كارثة فوكوشيما عام 2011 ولم يواجه مشروع القانون معارضة كبيرة في البرلمان. بحلول مارس 2015 تقدمت أكثر من 500 شركة بطلبات إلى وزارة الاقتصاد لدخول سوق الكهرباء بالتجزئة ومن المتوقع تحرير صناعة الكهرباء بالكامل بحلول عام 2016 مع اتباع مرافق الغاز حذوها بحلول عام 2017. قال آبي أيضا إنه يفضل إعادة بناء المفاعلات النووية اليابانية في أعقاب كارثة فوكوشيما (على الرغم من أن الكثير من سلطة إعادة تشغيل المحطات النووية تقع على عاتق الحكومات المحلية) ويخطط لتعزيز العلاقات مع الولايات المتحدة.
في عام 2013 سجل مؤشر صندوق التحوط الياباني يوريكاهيدج عائدا قياسيا بلغ 28 بالمائة والذي يُنسب إلى الإجراءات غير المسبوقة التي اتخذتها حكومة آبي. في يوليو 2015 أفاد صندوق النقد الدولي أنه في حين أن الإصلاحات الهيكلية قد حسنت «بشكل متواضع» آفاق النمو «هناك حاجة إلى مزيد من الإصلاحات الهيكلية عالية التأثير لرفع النمو» ومنع الاعتماد المفرط على انخفاض قيمة الين.

### انتخابات مجلس المستشارين 2013
عندما عاد آبي إلى منصبه على الرغم من أن أياً من الحزبين لم يسيطر على مجلس المستشارين منذ انتخابات عام 2007 كان الحزب الديمقراطي الياباني المعارض هو الحزب الأكبر. تمتع الائتلاف الحاكم بأغلبية الثلثين في مجلس النواب مما سمح له بتجاوز نقض مجلس المستشارين لكن هذا يتطلب تأخيرا لمدة 90 يوما. ساهم هذا الوضع المعروف باسم «نظام المجلس التشريعي الملتوي» في الجمود السياسي و «الباب الدوار» لرؤساء الوزراء منذ عام 2007. ركزت حملة آبي لانتخابات 2013 على موضوعات الانتعاش الاقتصادي وطالبت الناخبين بمنحه تفويضا مستقرا في كلا المجلسين لمتابعة الإصلاحات واتخذت نبرة أكثر اعتدالا في الدفاع والمسائل الدستورية.
في انتخابات مجلس المستشارين في يوليو 2013 برز الحزب الديمقراطي الليبرالي كأكبر حزب بـ 115 مقعدا (بزيادة 31) وحزب كوميتو بـ 20 (بزيادة 1) مما أعطى ائتلاف آبي السيطرة على مجلسي البرلمان ولكن ليس أغلبية الثلثين في مجلس المستشارين تسمح بمراجعة الدستور. مع عدم إجراء انتخابات وطنية مقررة حتى عام 2016 وُصِفت هذه النتيجة بأنها تمنح آبي فرصة «ثلاث سنوات ذهبية» من الاستقرار البرلماني لتنفيذ سياساته.

### السياسة المحلية

#### التعليم
شهدت عودة آبي إلى رئاسة الوزراء محاولة متجددة للتقليل من شأن الفظائع التي ارتكبتها اليابان في زمن الحرب في الكتب المدرسية وهي قضية ساهمت في سقوطه في وقت سابق. في عام 2013 دعم آبي إنشاء برنامج أفضل مشروع جامعة عالمية. هذا برنامج مدته عشر سنوات لزيادة حضور الطلاب الدوليين في الجامعات اليابانية وتوظيف المزيد من أعضاء هيئة التدريس الأجانب. هناك أيضا تمويل لجامعات مختارة لإنشاء برامج جامعية باللغة الإنجليزية فقط.

#### النمو السكاني
في عام 2014 خصص آبي ملايين الدولارات من الميزانية المالية لمساعدة البرامج التي تساعد الأفراد العزاب في اليابان في العثور على رفقاء محتملين. بدأت هذه البرامج بعنوان «برامج دعم الزواج» على أمل رفع معدل المواليد المتناقص في اليابان والذي كان نصف ما كان عليه قبل ستة عقود.

### السياسة الخارجية

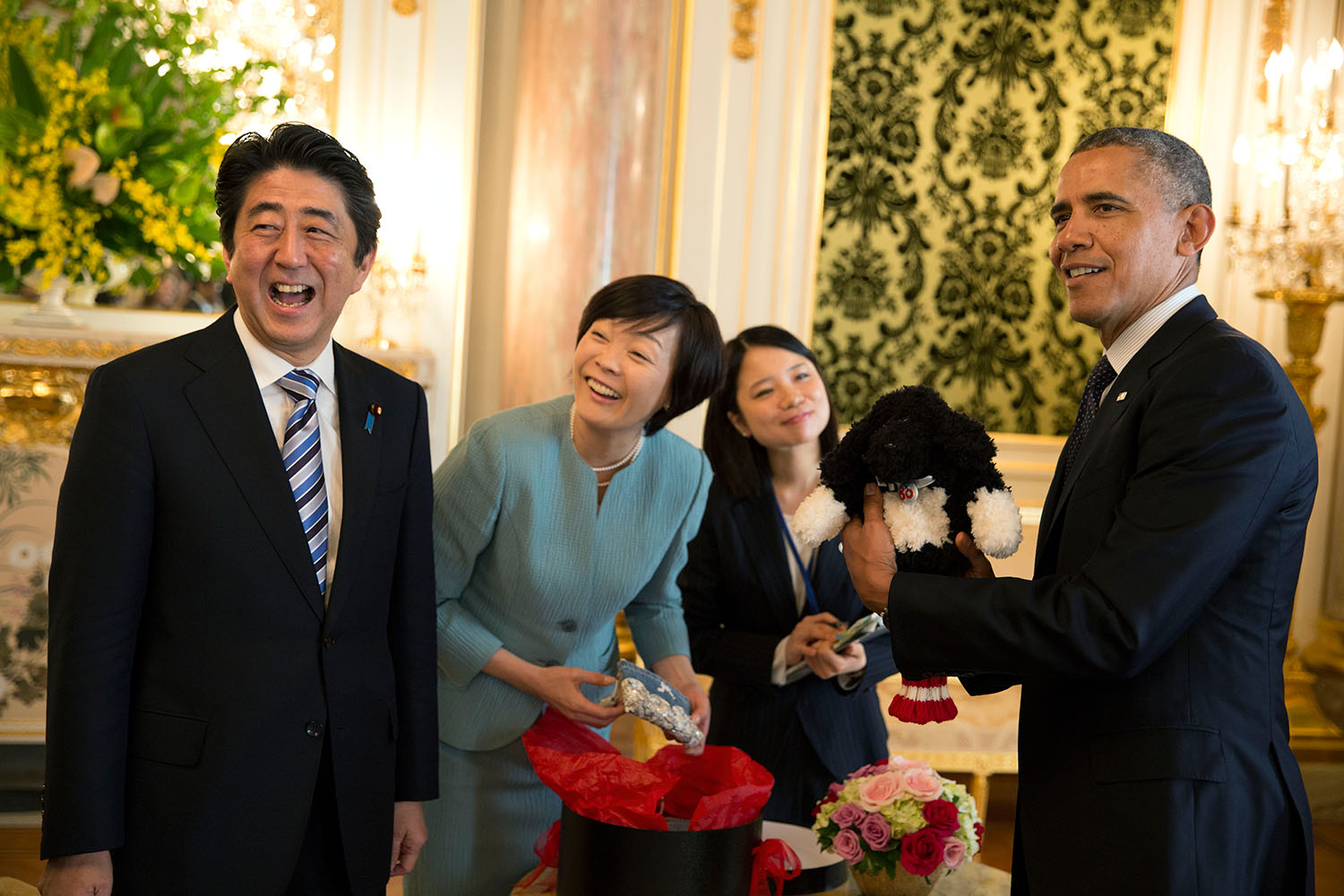
رئيس الوزراء آبي مع الرئيس الأمريكي باراك أوباما في طوكيو في أبريل 2014.

بعد وقت قصير من توليه منصبه أشار آبي إلى «إعادة تشكيل جذرية» للسياسة الخارجية ووعد بمتابعة الدبلوماسية بنظرة عالمية وليست إقليمية أو ثنائية تستند إلى «القيم الأساسية للحرية والديمقراطية وحقوق الإنسان الأساسية وسيادة القانون». تم تفسير اختياره لفوميو كيشيدا وزيرا للخارجية على أنه إشارة إلى أنه سيتبع خطا أكثر اعتدالا مقارنة بموقفه المتشدد في الفترة التي تسبق الانتخابات العامة.
في غضون أسابيع من العودة إلى السلطة واجهت حكومة آبي الثانية أزمة الرهائن بعين أميناس عام 2013 والتي قُتل فيها 10 مواطنين يابانيين. وندد آبي بعمليات القتل ووصفها بأنها «لا تغتفر على الإطلاق» وأكد أن اليابان وبريطانيا تعاونتا بشأن الحادث. يعتقد آبي أن هذا الحادث أظهر الحاجة إلى إنشاء مجلس الأمن القومي الياباني (انظر أدناه) وعقد لجنة للنظر في إنشائه بعد الأزمة بوقت قصير.
كان آبي نشطا بشكل غير معتاد في مجال الشؤون الخارجية لرئيس وزراء ياباني حيث قام بزيارات إلى 49 دولة بين ديسمبر 2012 وسبتمبر 2014 وهو رقم وُصف بأنه «غير مسبوق» (على النقيض من ذلك كان سلفيه المباشران ناوتو كان ويوشيهيكو نودا زار إجمالي 18 دولة بين يونيو 2010 وديسمبر 2012). تم تفسير ذلك على أنه وسيلة لتعويض ضعف العلاقات مع الصين وكوريا من خلال زيادة مكانة اليابان على المسرح العالمي وتحسين العلاقات الثنائية مع الدول الأخرى في المنطقة. كانت دول جنوب شرق آسيا وأستراليا والهند وجهات مهمة ومتكررة لآبي الذي زار جميع دول الآسيان العشر في عامه الأول في منصبه. عملت الجولات الدبلوماسية أيضا كعنصر آخر من عناصر أبينوميكس من خلال الترويج لليابان في مجتمع الأعمال الدولي وفتح طرق للتجارة والطاقة وصفقات شراء الدفاع (على سبيل المثال غالبا ما يسافر رجال الأعمال مع آبي في هذه الزيارات).
في سبتمبر 2013 تدخل آبي للمساعدة في محاولة طوكيو لاستضافة الألعاب الأولمبية الصيفية والألعاب الأولمبية للمعاقين 2020 حيث ألقى كلمة باللغة الإنجليزية في جلسة اللجنة الأولمبية الدولية في بوينس آيرس حيث أشاد بدور الرياضة في اليابان وسعى إلى طمأنة اللجنة بأن كانت أي مشاكل جارية مع محطة فوكوشيما تحت السيطرة. بعد نجاح العرض سعى آبي إلى تصوير الألعاب على أنها رمز لبرنامج الإنعاش الاقتصادي لأبينوميكس قائلا: «أريد أن أجعل الألعاب الأولمبية حافزا لاكتساح 15 عاما من الانكماش والتراجع الاقتصادي». في عام 2014 قال أنه يأمل أن تقام «أولمبياد الروبوتات» في نفس الوقت لتعزيز صناعة الروبوتات.
لقد نقلت سياسة آبي الخارجية اليابان بعيدا عن تركيزها التقليدي على العلاقات الثنائية «الثلاث الكبرى» مع الولايات المتحدة والصين وكوريا الجنوبية وسعت إلى تعزيز مكانة اليابان الدولية من خلال توسيع العلاقات مع الناتو والاتحاد الأوروبي والمنظمات الأخرى خارج منطقة آسيا والمحيط الهادئ. في عام 2014 وافق آبي ورئيس الوزراء البريطاني ديفيد كاميرون على إنشاء «إطار عمل 2 + 2» للمشاورات السنوية بين وزارتي الخارجية والدفاع البريطانية واليابانية حيث دعا آبي إلى تعاون أكبر في القضايا «من سلام البحار إلى أمن السماء والفضاء والفضاء الإلكتروني». جاء ذلك عقب اتفاقية مماثلة مع الوزراء الفرنسيين في طوكيو في وقت سابق من العام.
أبرم آبي اتفاقية الشراكة الاقتصادية بين اليابان وأستراليا مع حكومة أبوت الأسترالية في عام 2014 وألقى كلمة في جلسة مشتركة للبرلمان الأسترالي في يوليو. في إعلانه عن الاتفاقية قدم تعازيه أيضا لمعاناة الأستراليين خلال الحرب العالمية الثانية - مُخصّصا حملة كوكودا تراك ومسيرات سانداكان الموت. كان أول رئيس وزراء ياباني يخطب البرلمان الأسترالي.

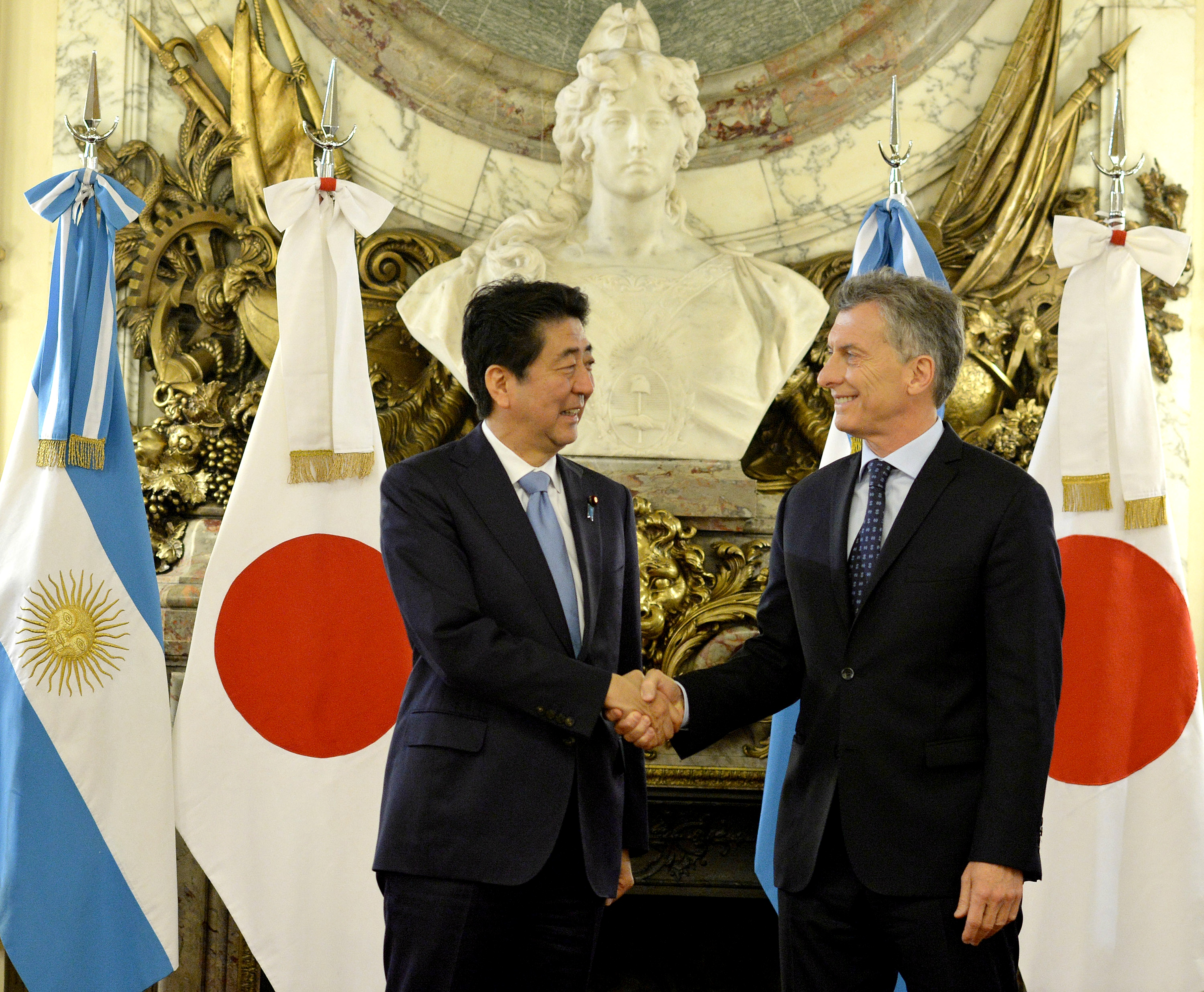
آبي مع الرئيس الأرجنتيني ماوريسيو ماكري في بوينس آيرس في 21 نوفمبر 2016.

في يناير 2014 أصبح آبي أول زعيم ياباني يحضر موكب يوم الجمهورية الهندي في دلهي كضيف رئيسي خلال زيارة استمرت ثلاثة أيام حيث وافق هو ورئيس الوزراء مانموهان سينغ على زيادة التعاون في القضايا الاقتصادية والدفاعية والأمنية ووقعوا الاتفاقيات التجارية المتعلقة بالطاقة والسياحة والاتصالات. كان من المتوقع وجود علاقة وثيقة بين آبي وناريندرا مودي بعد انتخاب الأخير رئيسا لوزراء الهند في مايو 2014 عندما لوحظ أنهما أقاما علاقات منذ سبع سنوات على الأقل عندما كان مودي لا يزال رئيس وزراء ولاية غوجارات وأن مودي كان واحد من ثلاثة أشخاص «تابع» آبي على تويتر. وتبادل الرجلان رسائل التهنئة بعد الانتخابات. قام مودي بأول زيارة خارجية كبرى له إلى اليابان في خريف عام 2014 حيث ناقش هو وآبي اتفاقيات التعاون النووي والعناصر الأرضية النادرة والتدريبات البحرية المشتركة. خلال الزيارة دعا آبي مودي ليصبح أول زعيم هندي يقيم في دار ضيافة إمبريال ستيت في كيوتو.
في 30 مايو 2014 أخبر آبي مسؤولين من دول أسيان والولايات المتحدة وأستراليا أن اليابان تريد أن تلعب دورا رئيسيا في الحفاظ على الأمن الإقليمي وهو خروج عن السلبية التي أظهرتها منذ الحرب العالمية الثانية. عرض دعم اليابان للدول الأخرى في حل النزاعات الإقليمية.
ظلت العلاقات بين اليابان وجيرانها المباشرين الصين وكوريا الجنوبية ضعيفة بعد عودة آبي إلى المنصب. وبينما أعلن أن «الأبواب مفتوحة دائما من جانبي» لم تُعقد أي اجتماعات ثنائية بين آبي والقيادة الصينية خلال أول 23 شهرا من ولايته الثانية. كما لم يعقد آبي أي اجتماعات مع الرئيسة الكورية الجنوبية بارك غن هي خلال فترة ولايته 2012-14. انتقد البلدان زيارة آبي لضريح ياسوكوني في ديسمبر 2013 حيث وصف وزير الخارجية الصيني هذا الإجراء بأنه نقل اليابان في اتجاه «خطير للغاية». بالإضافة إلى ذلك استمرت الصين في انتقاد سياسات إصلاح الدفاع لآبي محذرة من أن اليابان يجب ألا تتخلى عن سياستها السلمية بعد الحرب. تم تفسير خطاب آبي في المنتدى الاقتصادي العالمي في عام 2014 على أنه انتقاد للسياسة الخارجية والدفاعية الصينية عندما قال إن «مكاسب النمو في آسيا يجب ألا تضيع على التوسع العسكري» ودعا إلى مزيد من الحفاظ على حرية البحار تحت سيادة القانون رغم أنه لم يشر تحديدا إلى أي دولة خلال ملاحظاته.
في نوفمبر 2014 التقى آبي برئيس الصين شي جين بينغ في اجتماع منتدى التعاون الاقتصادي لدول آسيا والمحيط الهادئ في بكين للمرة الأولى منذ أن تولى أي منهما منصبه بعد مكالمة وصفتها الصحافة بأنها «محرجة». أخبر آبي المراسلين لاحقا أنه خلال الاجتماع اقترح إنشاء خط ساخن بين طوكيو وبكين للمساعدة في حل أي اشتباكات بحرية وأن «الخطوة الأولى» قد اتخذت لتحسين العلاقات.

### سياسة الدفاع والأمن
حاول آبي جعل السياسة الأمنية مركزية في مكتب رئيس الوزراء من خلال إنشاء مجلس الأمن القومي الياباني لتنسيق سياسة الأمن القومي بشكل أفضل ومن خلال إصدار الأمر بأول إستراتيجية للأمن القومي في تاريخ اليابان. استنادا إلى الهيئة الأمريكية التي تحمل الاسم نفسه تم تمرير قانون إنشاء مجلس الأمن القومي في نوفمبر 2013 وبدأ العمل في الشهر التالي عندما عين آبي شوتارو ياتشي كأول مستشار للأمن القومي لليابان.
في ديسمبر 2013 أعلن آبي عن خطة خمسية للتوسع العسكري. ووصف ذلك بأنه «سلمية استباقية» بهدف جعل اليابان دولة «طبيعية» أكثر وقادرة على الدفاع عن نفسها. كان هذا ردا على الحشد الصيني وانخفاض النفوذ الأمريكي في المنطقة.
في نفس الشهر أقر المجلس التشريعي قانون أسرار الدولة المقترح من قبل حكومة آبي والذي دخل حيز التنفيذ في ديسمبر 2014. وسّع القانون نطاق الحكومة لتحديد ما هي المعلومات التي تشكل سرا من أسرار الدولة وزاد من العقوبات على البيروقراطيين والصحفيين الذين يسربون مثل هذه المعلومات إلى السجن لمدة تصل إلى 10 سنوات وغرامة قدرها 10 ملايين ين. ثبت أن إقرار القانون مثير للجدل حيث احتج الآلاف على مشروع القانون في طوكيو وانخفضت نسبة موافقة مجلس الوزراء إلى أقل من 50 في المائة لأول مرة في بعض استطلاعات الرأي. جادل المنتقدون بأن القانون كان غامضا ومن ثم فقد منح الحكومة حرية كبيرة في تحديد المعلومات التي يجب أن تصنفها وأنه يمكن أن يحد من حرية الصحافة وأن مجلس الوزراء سارع إلى التشريع دون تضمين أي ضمانات مقابلة تتعلق بحرية المعلومات. وجادل آبي بأن القانون ضروري ولا يُطبق إلا في قضايا الأمن القومي والدبلوماسية والسلامة العامة ومكافحة الإرهاب قائلاً: «إذا منع القانون إنتاج الأفلام أو أضعف حرية الصحافة فسوف أستقيل». إلا أنه أقر بأنه في وقت لاحق كان على الحكومة أن تشرح تفاصيل مشروع القانون بعناية أكبر للجمهور.
في يوليو 2014 اتخذت حكومة آبي قرارا بإعادة تفسير دستور اليابان للسماح بحق «الدفاع الجماعي عن النفس». وهذا من شأنه أن يسمح لقوات الدفاع عن النفس بالمساعدة والدفاع عن حليف يتعرض للهجوم في حين أن التفسير السابق للدستور كان سلميا بشكل صارم ويسمح باستخدام القوة فقط للدفاع عن النفس بشكل مطلق. تم دعم القرار من قبل الولايات المتحدة التي دافعت عن نطاق أكبر للعمل من قبل اليابان كحليف إقليمي وأدت إلى مراجعة المبادئ التوجيهية للتعاون الدفاعي بين الولايات المتحدة واليابان في عام 2015. ردا على ذلك قالت وزارة الخارجية الصينية أن القرار «أثار الشكوك» بشأن التزام اليابان بالسلام وجادلت بأن الجمهور الياباني يعارض مفهوم الدفاع الجماعي عن النفس. جادل آبي بأن هذه الخطوة لن تؤدي إلى تورط اليابان في «حروب خارجية» مثل حرب الخليج الثانية أو حرب العراق ولكن بدلا من ذلك ستؤمن السلام من خلال الردع. أدى ذلك إلى إدخال التشريع الأمني لعام 2015 لإعطاء أثر قانوني لقرار مجلس الوزراء (انظر أدناه).

### التعديل الوزاري 2014
كان مجلس الوزراء الذي تم افتتاحه في ديسمبر 2012 هو الأطول خدمة والأكثر استقرارا في تاريخ اليابان بعد الحرب حيث استمر 617 يوما دون تغيير في الموظفين حتى أجرى آبي تعديلا وزاريا في سبتمبر 2014 بهدف معلن وهو ترقية المزيد من النساء إلى مناصب وزارية. وتعادل الحكومة المعدلة الرقم القياسي لخمس وزيرات حددته حكومة كويزومي الأولى. تم الاحتفاظ بمعظم الشخصيات الرئيسية مثل نائب رئيس الوزراء آسو وكبير أمناء مجلس الوزراء سوجا في المنصب على الرغم من أن آبي نقل وزير العدل ساداكازو تانيجاكي من مجلس الوزراء ليصبح أمينا عاما للحزب الديمقراطي الليبرالي. ومع ذلك في 20 أكتوبر أُجبرت اثنتان من النساء اللواتي تمت ترقيتهن في التعديل الوزاري وهما وزيرة العدل ميدوري ماتسوشيما ووزيرة التجارة يوكو أوبوتشي على الاستقالة في فضائح منفصلة متعلقة بتمويل الانتخابات. وقال آبي للصحافة «بصفتي رئيسا للوزراء أتحمل كامل المسؤولية عن تعيينهن وأعتذر بشدة لشعب اليابان».

### الانتخابات العامة 2014
في نوفمبر 2014 بينما كان آبي يحضر اجتماع منتدى التعاون الاقتصادي لدول آسيا والمحيط الهادئ في الصين وقمة مجموعة العشرين في أستراليا بدأت الشائعات بالظهور في الصحافة بأنه كان يخطط للدعوة إلى انتخابات مبكرة في حال قرر تأجيل المرحلة الثانية من زيادة الضرائب الاستهلاكية. تم التكهن بأن آبي خطط للقيام بذلك «لإعادة ضبط» عمل المجلس التشريعي بعد أن أصبح مسدودا بسبب تداعيات الاستقالات الوزارية في أكتوبر أو لأن الوضع السياسي سيكون أقل ملاءمة لإعادة انتخابه في عامي 2015 و 2016.
في 17 نوفمبر تم إصدار أرقام الناتج المحلي الإجمالي التي أظهرت أن اليابان قد سقطت في ركود في ربعين من النمو السلبي بعد المرحلة الأولى من زيادة ضريبة الاستهلاك في أبريل. عقد آبي مؤتمرا صحفيا في 21 نوفمبر وأعلن أنه يؤجل رفع ضريبة الاستهلاك لمدة 18 شهرا من أكتوبر 2015 إلى أبريل 2017 ودعا إلى انتخابات عامة مبكرة في 14 ديسمبر. وصف آبي الانتخابات بأنها «حل أبينوميكس» وطلب من الناخبين إصدار أحكام على سياساته الاقتصادية. انخفضت شعبية آبي بشكل طفيف مع الإعلان وأعلن أنه سيستقيل إذا لم يفز تحالفه بأغلبية بسيطة على الرغم من أن المحللين اتفقوا على أن هذا غير مرجح إلى حد كبير بسبب ضعف حالة المعارضة. حاولت أحزاب المعارضة تشكيل جبهة موحدة في مواجهة سياسات آبي لكنها وجدت نفسها منقسمة عليها.
في الانتخابات فاز الحزب الليبرالي الديمقراطي بـ 291 مقعدا بخسارة 3 لكن حزب كوميتو حصل على 4 مقابل 35. لذلك حافظ الائتلاف الحاكم على أغلبية الثلثين في مجلس النواب الذي تم تخفيضه بشكل طفيف وهو 475 مقعدا.

## الفترة الثالثة كرئيس للوزراء (2014-2017)

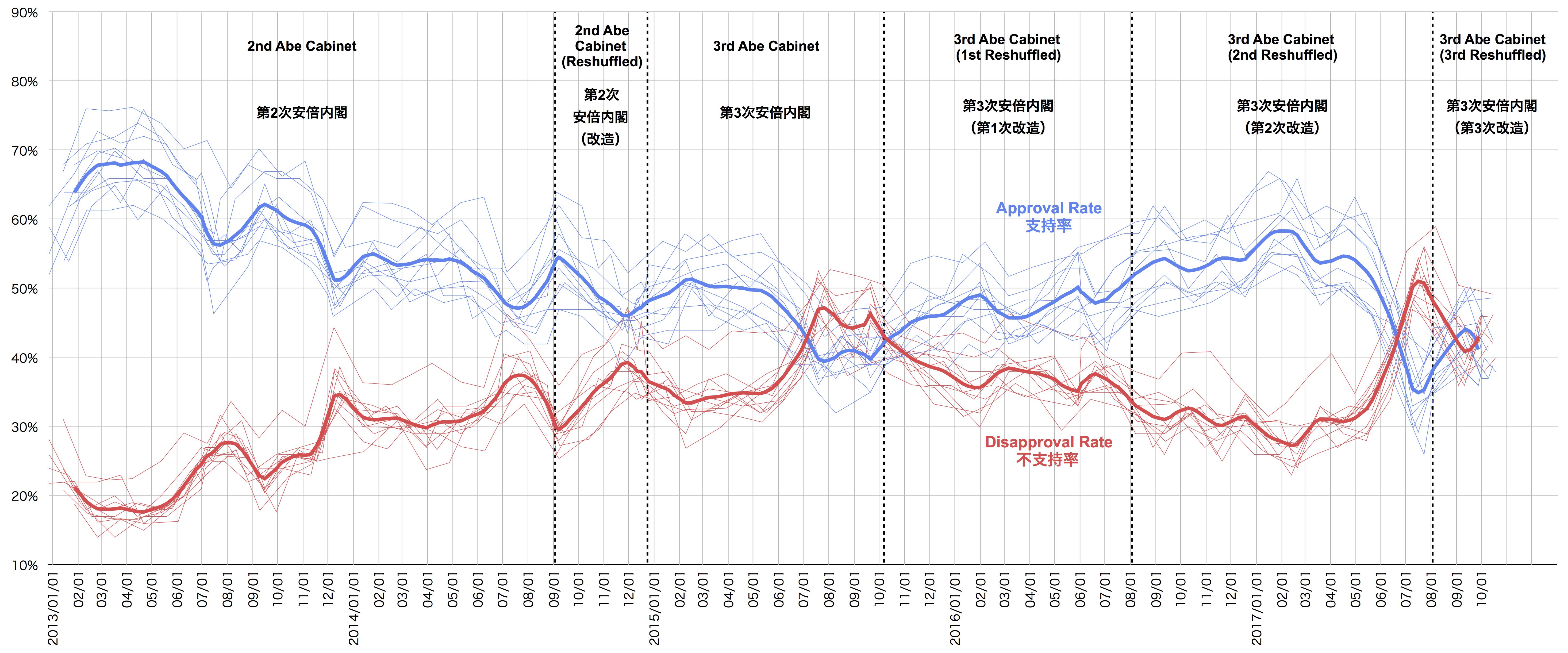
تصنيفات تأييد حكومة آبي منذ ديسمبر 2012.

في 24 ديسمبر 2014 أعيد انتخاب آبي لمنصب رئيس الوزراء من قبل مجلس النواب. التغيير الوحيد الذي قام به عند تقديم حكومته الثالثة كان استبدال وزير الدفاع أكينوري إيتو الذي كان متورطا أيضا في جدل حول التمويل السياسي بجين ناكاتاني. في خطاب السياسة الذي ألقاه في فبراير بينما تصدى مجلس الوزراء لفضيحة مدرسة موريتومو جاكوين دعا آبي نظام المجلس التشريعي الجديد إلى سن «أكثر الإصلاحات جذرية منذ نهاية الحرب العالمية الثانية» في مجالات الاقتصاد والزراعة والرعاية الصحية والقطاعات الأخرى.

### السياسة الخارجية

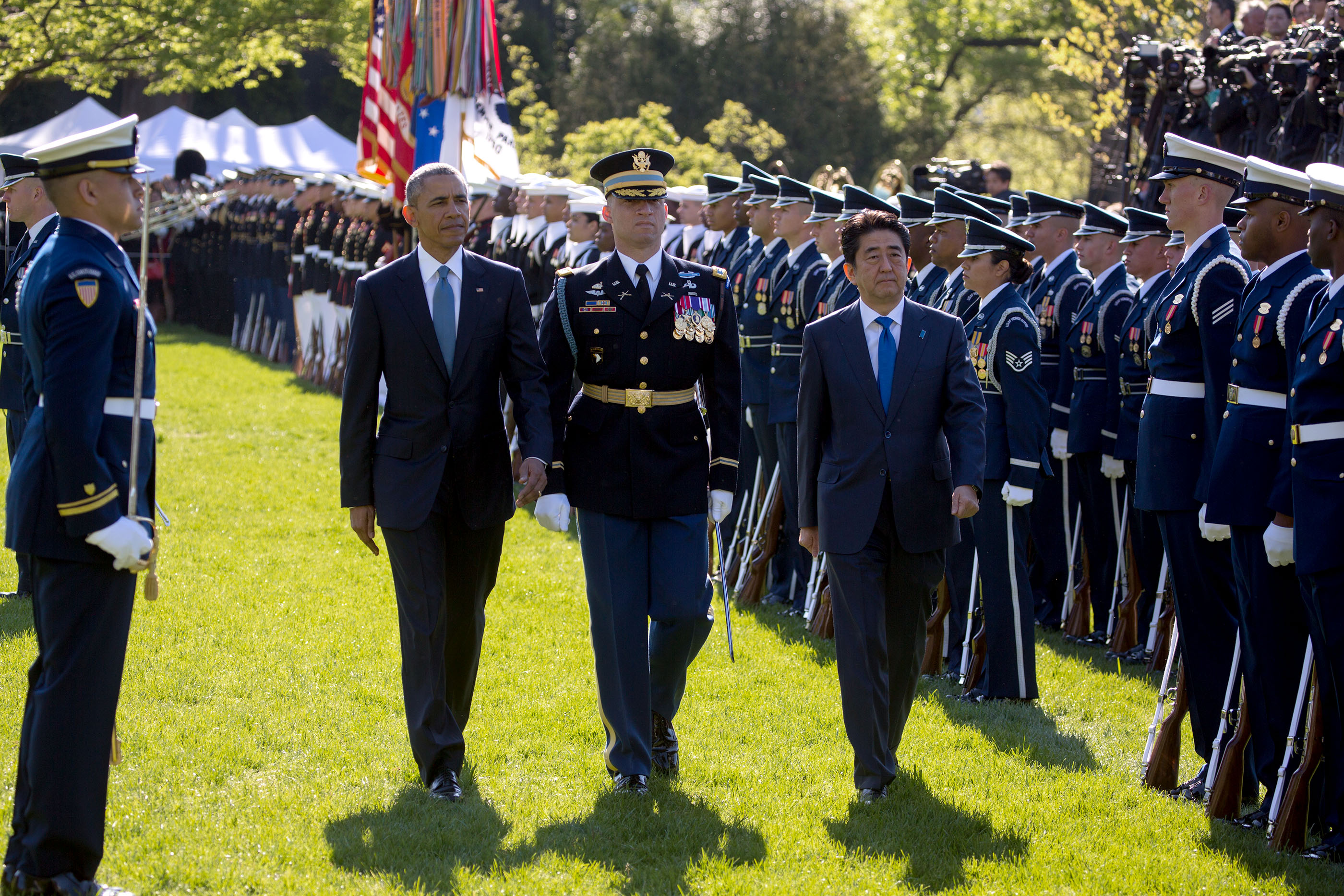
آبي والرئيس الأمريكي باراك أوباما يستعرضان القوات خلال زيارة الأول لواشنطن العاصمة في أبريل 2015.

في جولة بالشرق الأوسط في يناير 2015 أعلن آبي أن اليابان ستقدم 200 مليون دولار كمساعدات غير عسكرية للدول التي تقاتل ضد تنظيم الدولة الإسلامية في العراق والشام كجزء من حزمة مساعدات بقيمة 2.5 مليار دولار. بعد ذلك بوقت قصير أصدرت داعش مقطع فيديو هدد فيه شخص مقنع (يُعرف باسم محمد إموازي أو «جون الجهادي») بقتل الرهينتين اليابانيتين كينجي غوتو وهارونا يوكاوا انتقاما لهذه الخطوة ما لم تدفع حكومة آبي 200 مليون دولار من أموال الفدية. قطع آبي رحلته للتعامل مع الأزمة وأعلن أن مثل هذه الأعمال الإرهابية «لا تغتفر» ووعد بإنقاذ الرهائن مع رفض دفع الفدية. عملت حكومة آبي مع الحكومة الأردنية لمحاولة تأمين الإفراج عن الرهينتين بعد أن نشر تنظيم الدولة الإسلامية في العراق والشام المزيد من مقاطع الفيديو لربط مصيرهما بمصير الطيار معاذ الكساسبة مع إجراء نائب وزير الخارجية ياسوهيدي ناكاياما مفاوضات في عمان. قُتل كلا الرهينتين وأصدر تنظيم الدولة الإسلامية في العراق والشام نبأ وفاة يوكاوا في 24 يناير وجوتو في 31 يناير. وأدان آبي القتل ووصفه بأنه «عمل شائن» وأعلن أن اليابان «لن تستسلم للإرهاب» وتعهد بالعمل مع المجتمع الدولي لتقديم القتلة إلى العدالة. كان هناك بعض الانتقادات لآبي بسبب تحركه للتعهد بتقديم المساعدة ضد داعش بينما كانوا يحتجزون المواطنين اليابانيين كرهائن لكن استطلاعات الرأي أظهرت تزايد الدعم لإدارته في أعقاب الأزمة. استخدم فيما بعد مثال أزمة الرهائن للدفاع عن قضية تشريع الدفاع الجماعي عن النفس الذي قدمته حكومته في صيف 2015 (انظر أدناه).

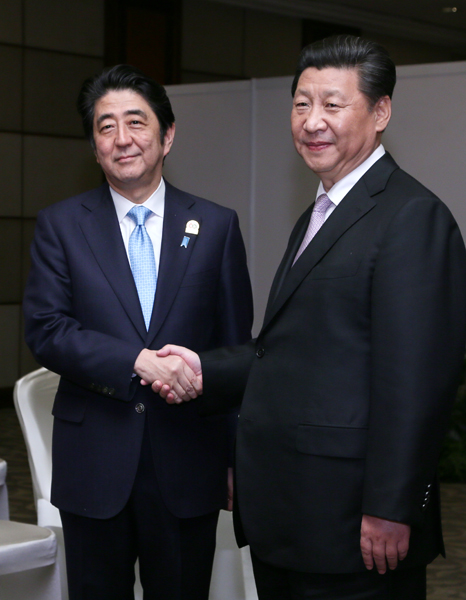
آبي شينزو شي جين بينغ في أبريل 2015.

في أبريل 2015 ألقى خطابا في جلسة مشتركة للكونغرس الأمريكي وهو أول رئيس وزراء ياباني يفعل ذلك. أشار في خطابه إلى التحالف الياباني الأمريكي باسم «تحالف الأمل» ووعد بأن تلعب اليابان دورا أمنيا ودفاعيا أكثر نشاطا في التحالف وجادل بأن الشراكة العابرة للمحيط الهادئ ستجلب فوائد اقتصادية وأمنية إلى آسيا- منطقة المحيط الهادئ. وجاء الخطاب في إطار زيارة دولة للولايات المتحدة وهي الثامنة في فترة رئاسة أوباما والتي وصفها الرئيس بأنها «احتفال بعلاقات الصداقة» بين أمريكا واليابان. أثناء الزيارة حضر آبي مأدبة عشاء رسمية في البيت الأبيض.
مثل أسلافه تومي-إتشي موراياما وجونيشيرو كويزومي أصدر آبي بيانا بمناسبة الذكرى السبعين لانتهاء الحرب العالمية الثانية في 14 أغسطس 2015. وكان هذا البيان متوقعا على نطاق واسع حيث توقع بعض المعلقين أن يقوم آبي بتعديل أو حتى رفض تكرار اعتذار القادة السابقين عن دور اليابان في الحرب. وفي البيان التزم آبي بدعم الاعتذارات السابقة وأعرب عن "حزنه العميق وتعازيه الخالدة" على "الضرر والمعاناة اللتين تسببت به اليابان" للأبرياء "خلال الصراع. كما جادل بأن اليابان يجب ألا "تعتذر مسبقا" إلى الأبد مشيرا إلى أن أكثر من ثمانين بالمائة من اليابانيين على قيد الحياة اليوم ولدوا بعد الصراع ولم يلعبوا أي دور فيه. ردت حكومتا الصين وكوريا الجنوبية بانتقاد البيان لكن المحللين أشاروا إلى أنه كان صامتا ومنضبطا في لهجته مقارنة بالخطاب الأكثر صرامة الذي تم استخدامه سابقا. رحب ممثل عن مجلس الأمن القومي الأمريكي بالبيان وأشار إلى اليابان على أنها "نموذج للدول في كل مكان" في سجلها بشأن "السلام والديمقراطية وسيادة القانون" منذ نهاية الحرب. جادل البروفيسور جيرالد كيرتس من جامعة كولومبيا بأن العبارة "ربما لا ترضي أي دائرة من الناخبين" سواء في اليابان أو في الخارج ولكن ذلك بتكرار كلمات "العدوان" و "الاستعمار" و "الاعتذار" و "الندم" المستخدمة في بيان موراياما لعام 1995 كان من المحتمل أن يكون كافيا لتحسين العلاقات مع الصين وكوريا.
في ديسمبر 2015 وقع آبي ورئيس الوزراء الهندي ناريندرا مودي صفقات وافقت فيها الهند على شراء تكنولوجيا شينكانسن من اليابان (تمول جزئيا بقرض من الحكومة اليابانية) ومن أجل رفع مستوى اليابان إلى وضع الشريك الكامل في تمارين بحرية مليبار. كما تم الاتفاق في المحادثات على اقتراح لليابان لبيع التكنولوجيا النووية غير العسكرية للهند ليتم التوقيع عليه رسميا بمجرد الانتهاء من التفاصيل الفنية. وإثباتا لعلاقتهما الوثيقة وصف آبي سياسات مودي بأنها «مثل شينكانسن - سرعة عالية وآمنة وموثوقة أثناء حمل العديد من الأشخاص». في المقابل أثنى مودي على آبي باعتباره «زعيما استثنائيا» وأشار إلى أن العلاقات الهندية اليابانية تتمتع «بلمسة إنسانية رائعة» ودعاه لحضور حفل غانغا آرتي في داشاشواميده غات في دائرته الانتخابية في فاراناسي. وصف المحللون الاتفاق النووي بأنه جزء من جهود اليابان والهند للرد على القوة الصينية المتنامية في منطقة آسيا والمحيط الهادئ.
في سيول في نوفمبر 2015 حضر آبي القمة الثلاثية الأولى بين الصين واليابان وكوريا الجنوبية التي عقدت لمدة ثلاث سنوات مع الرئيس الكوري بارك جيون هاي ورئيس الوزراء الصيني لي كه تشيانغ. وقد تم تعليق مؤتمرات القمة في عام 2012 بسبب التوترات بشأن القضايا التاريخية والإقليمية. واتفق القادة على استعادة القمم كأحداث سنوية والتفاوض على اتفاقية التجارة الحرة الثلاثية والعمل لفحص برنامج الأسلحة النووية لكوريا الشمالية وأعلنوا أن التعاون الثلاثي قد «استعاد بالكامل».

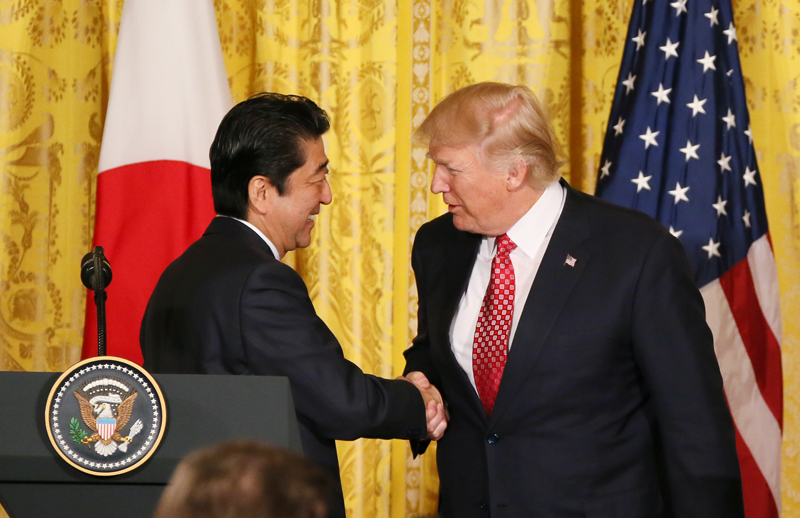
آبي والرئيس الأمريكي دونالد ترامب في فبراير 2017.

تحسنت علاقات اليابان مع كوريا الجنوبية إلى حد ما خلال فترة ولاية آبي الثالثة في أعقاب بيان آبي في ذكرى الحرب. عقد آبي والرئيسة الكورية الجنوبية بارك جيون هاي أول اجتماع ثنائي لهما في نوفمبر 2015 حيث اتفق كلاهما على حل قضية ما يسمى «نساء المتعة» والتي وصفتها بارك بأنها أكبر عقبة أمام توثيق العلاقات. في أواخر ديسمبر 2015 أعلن وزيرا الخارجية فوميو كيشيدا ويون بيونغ سي في سيول أنه تم التوصل إلى اتفاق لحل قضية «نساء المتعة» حيث وافقت اليابان على دفع مليار ين في صندوق لدعم 46 ضحية على قيد الحياة. وأصدر بيانا تضمن «خالص اعتذارات وندم آبي». اتصل آبي في وقت لاحق هاتفيا ببارك لتوجيه الاعتذار. في المقابل وافقت حكومة كوريا الجنوبية على النظر في الأمر «بشكل نهائي ولا رجوع فيه» والعمل على إزالة تمثال من أمام السفارة اليابانية في سيول. واتفق الجانبان على الامتناع عن انتقاد بعضهما البعض بشأن هذه القضية في المستقبل. صرحت الرئيسة بارك أن الاتفاقية ستكون «نقطة انطلاق جديدة» للعلاقات بين البلدين على الرغم من أن الزعيمين تلقيا بعض الانتقادات المحلية: آبي لإصداره الاعتذار وبارك لقبولها الصفقة.
بعد فترة وجيزة من فوز دونالد ترامب في الانتخابات الرئاسية الأمريكية قطع آبي حضوره في قمة التعاون الاقتصادي لآسيا والمحيط الهادئ في ليما من أجل عقد اجتماع غير رسمي مرتجل مع الرئيس المنتخب آنذاك في برج ترامب. بعد تنصيب ترامب عقدوا اجتماعًا رسميا في مارالاغو وناقشوا مواضيع الأمن في ضوء تهديد كوريا الشمالية حيث صرح آبي بأن اليابان ستكون أكثر التزاما بالعلاقات الأمريكية اليابانية. كما لعبوا الجولف جنبا إلى جنب مع لاعب الجولف المحترف في جنوب إفريقيا إيرني إلس.

### قضايا الأمن والدفاع
في خطابه في أبريل أمام الكونغرس أعلن آبي أن حكومته «ستسن جميع مشاريع القوانين اللازمة بحلول الصيف القادم» لتوسيع قدرة قوات الدفاع الذاتي للعمليات ولتنفيذ قرار مجلس الوزراء في يوليو 2014 بإعادة تفسير الدستور لصالح الدفاع الجماعي عن النفس. لذلك أدخلت حكومة آبي 11 مشروع قانون تشكل «تشريع الحفاظ على السلام والأمن» في البرلمان في مايو 2015 مما دفع لتوسيع محدود للقوى العسكرية للقتال في صراع خارجي. كانت الأهداف الرئيسية لمشاريع القوانين هي السماح لقوات الدفاع الذاتي اليابانية بمساعدة الدول المتحالفة التي تتعرض للهجوم (حتى لو لم تكن اليابان نفسها كذلك) لتوسيع نطاقها لدعم عمليات حفظ السلام الدولية والسماح لليابان باتخاذ على حصة أكبر من المسؤوليات الأمنية كجزء من التحالف الأمريكي الياباني.

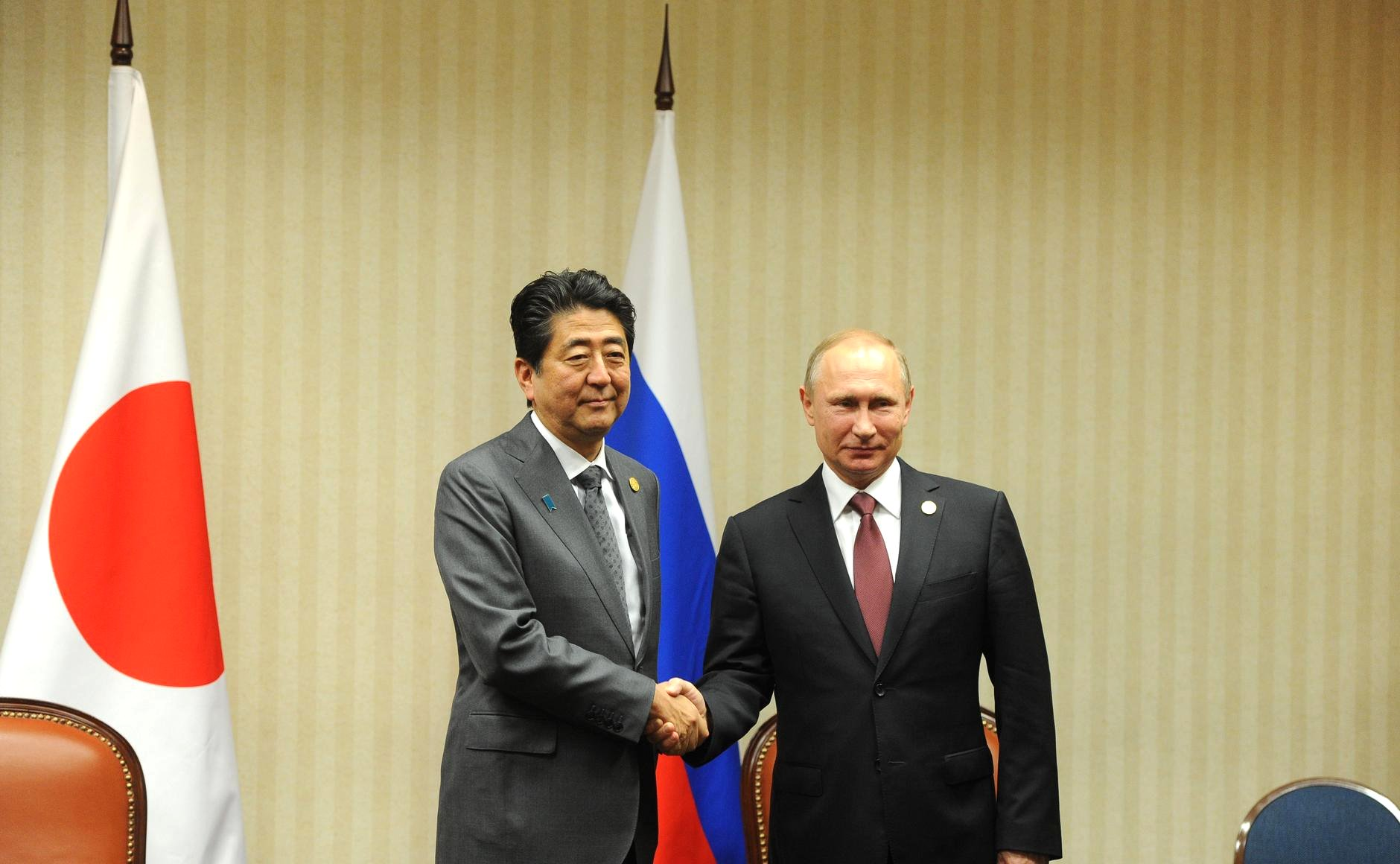
آبي والرئيس الروسي فلاديمير بوتين في نوفمبر 2016. لم توقع اليابان بعد معاهدة سلام مع روسيا لإنهاء الحرب العالمية الثانية بسبب نزاع جزر كوريل.

من أجل إتاحة الوقت الكافي لتمرير مشاريع القوانين في مواجهة تدقيق مطول من قبل المعارضة مددت حكومة آبي جلسة المجلس التشريعي لمدة 95 يوما من يونيو إلى سبتمبر مما يجعلها الأطول في حقبة ما بعد الحرب. أقرت مشاريع القوانين في مجلس النواب في 16 يوليو بدعم من تحالف الأغلبية بين الحزب الديمقراطي الليبرالي وحزب كوميتو. انسحب أعضاء البرلمان من أحزاب المعارضة الديمقراطية والابتكار والشيوعية والديمقراطية الاشتراكية من التصويت احتجاجا على ما قالوا إنه تحرك الحكومة لفرض مشاريع القوانين دون مناقشة كافية وتجاهل «أحزاب المعارضة المسؤولة». ورد آبي بالقول إن مشاريع القوانين قد تمت مناقشتها «لما يصل إلى 113 ساعة» قبل التصويت. في حين أن الممارسة الشائعة في العديد من الديمقراطيات البرلمانية الأخرى فإن الحكومة التي تستخدم أغلبيتها «لتوجيه» مشاريع القوانين المثيرة للجدل من خلال البرلمان في مواجهة المعارضة السياسية والعامة هي موضوع انتقاد في اليابان.
نتيجة لهذه التحركات واجه آبي رد فعل شعبي عنيف وأظهرت استطلاعات الرأي أن معدلات تأييده تراجعت إلى أرقام سلبية لأول مرة منذ عودته إلى السلطة في عام 2012 حيث عارض 50 بالمائة و 38 بالمائة وافقوا على الحكومة وفقا لمسح واحد على مؤشر نيكاي في بداية أغسطس. واحتج الكثيرون على التشريع خارج مبنى المجلس التشريعي مستنكرين ما أطلق عليه المعارضون «مشاريع قوانين الحرب». قدر منظمو الاحتجاجات أن ما يصل إلى 100 ألف متظاهر نظموا مسيرة ضد تمرير مشاريع القوانين في مجلس النواب في يوليو. أثناء جلسات استماع لجنة البرلمان حول مشاريع القوانين جادل علماء الدستور (بعضهم تمت دعوته من قبل الأحزاب الحاكمة) وقاض سابق بالمحكمة العليا بأن التشريع غير دستوري. تعرض آبي لانتقادات علنية من قبل الناجي من القنبلة الذرية سوميتيرو تانيجوتشي في خطابه في حفل ذكرى ناغازاكي في 9 أغسطس عندما صرح بأن الإصلاحات الدفاعية ستعيد اليابان «إلى فترة الحرب». قال أعضاء حكومة آبي إنهم سيبذلون جهدا أكبر لشرح محتويات وأسباب التشريع الأمني للجمهور مع إطلاق الحزب الديمقراطي الليبرالي إعلانا بالرسوم المتحركة وظهور آبي على الهواء مباشرة على شاشات التلفزيون والإنترنت لإجراء حوار مباشر حول قضية التشريع وتلقي الأسئلة من الجمهور.

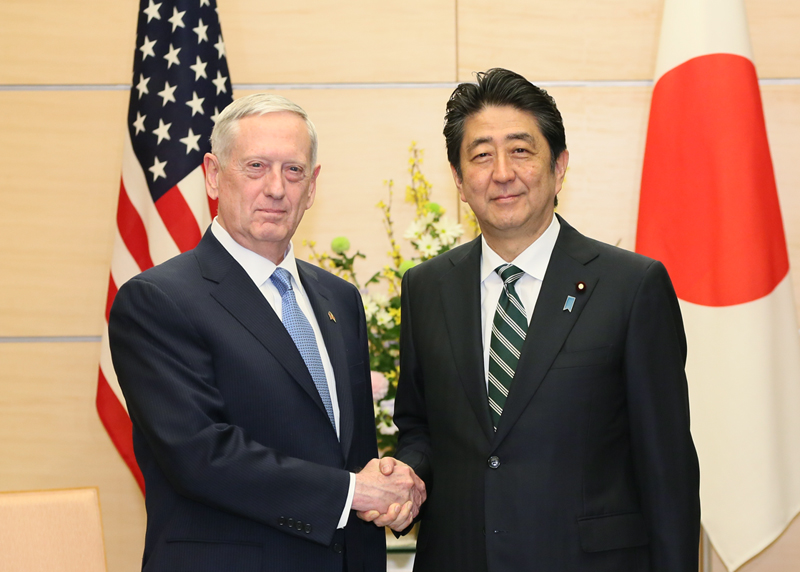
آبي مع وزير الدفاع الأمريكي جيمس ماتيس في فبراير 2017.

تمت الموافقة أخيرا على مشاريع القوانين الأمنية من 148 صوتا مقابل 90 من قبل مجلس المستشارين وأصبحت قانونا في 19 سبتمبر بعد محاولات المعارضة لتأخير التكتيكات والمشاحنات الجسدية التي حاول فيها بعض أعضاء البرلمان منع الرئيس المعني من الدعوة للتصويت لإخراج مشروع القانون للجنة وللتصويت العام. بعد التصويت أصدر آبي بيانا قال فيه إن القوانين الجديدة «ستقوي تعهدنا بعدم شن حرب مرة أخرى أبدا» وأن التشريع بدلا من أن يكون «مشاريع قوانين حرب» كان يهدف بدلا من ذلك «إلى ردع الحرب والمساهمة في السلام والأمان». كما تعهد بمواصلة شرح التشريع لمحاولة الحصول على «فهم أكبر» من الجمهور لهذه القضية. بعد تمرير مشروع القانون كان من المتوقع أن يعيد آبي تركيزه مرة أخرى إلى القضايا الاقتصادية.
في 18 أكتوبر 2015 ترأس آبي المراجعة التي تجري كل ثلاث سنوات لأسطول قوة الدفاع الذاتي البحرية اليابانية في دوره كقائد أعلى لقوات الدفاع الذاتي. في خطابه أمام الأفراد على متن المدمرة كوراما أعلن أنه «من خلال رفع علم» السلام الاستباقي«فإنني مصمم على المساهمة أكثر من أي وقت مضى في السلام والازدهار في العالم». في وقت لاحق من ذلك اليوم صعد على متن حاملة الطائرات الأمريكية يو إس إس رونالد ريغان (سي في أن-77) ليصبح أول رئيس وزراء ياباني تطأ قدمه سفينة حربية أمريكية.
في ديسمبر 2015 أعلنت حكومة آبي عن إنشاء وحدة استخبارات جديدة وهي وحدة جمع المعلومات الاستخبارية الدولية لمكافحة الإرهاب للمساعدة في عمليات مكافحة الإرهاب على أن يكون مقرها في وزارة الخارجية ولكن بقيادة مكتب رئيس الوزراء. تم الإبلاغ عن هذا كجزء من الجهود المبذولة لتكثيف الإجراءات الأمنية استعدادا لقمة مجموعة الدول الصناعية السبع 2016 في شيما والألعاب الأولمبية الصيفية 2020 في طوكيو. في نفس الشهر وافق مجلس الوزراء على أكبر ميزانية دفاعية لليابان بقيمة 5.1 تريليون ين للسنة المالية التي تبدأ في أبريل 2016. وتضمنت الحزمة التمويل المخصص لشراء ثلاث طائرات بدون طيار من طراز «آر كيو-4 غلوبال هوك» وست طائرات مقاتلة من طراز لوكهيد مارتن إف-35 لايتنيغ الثانية وطائرة من طراز بوينغ كيه سي-46 بيغاسوس للتزود بالوقود في الجو.

### إعادة انتخابه رئيسا للحزب الليبرالي الديمقراطي و «أبينوميكس 2.0»

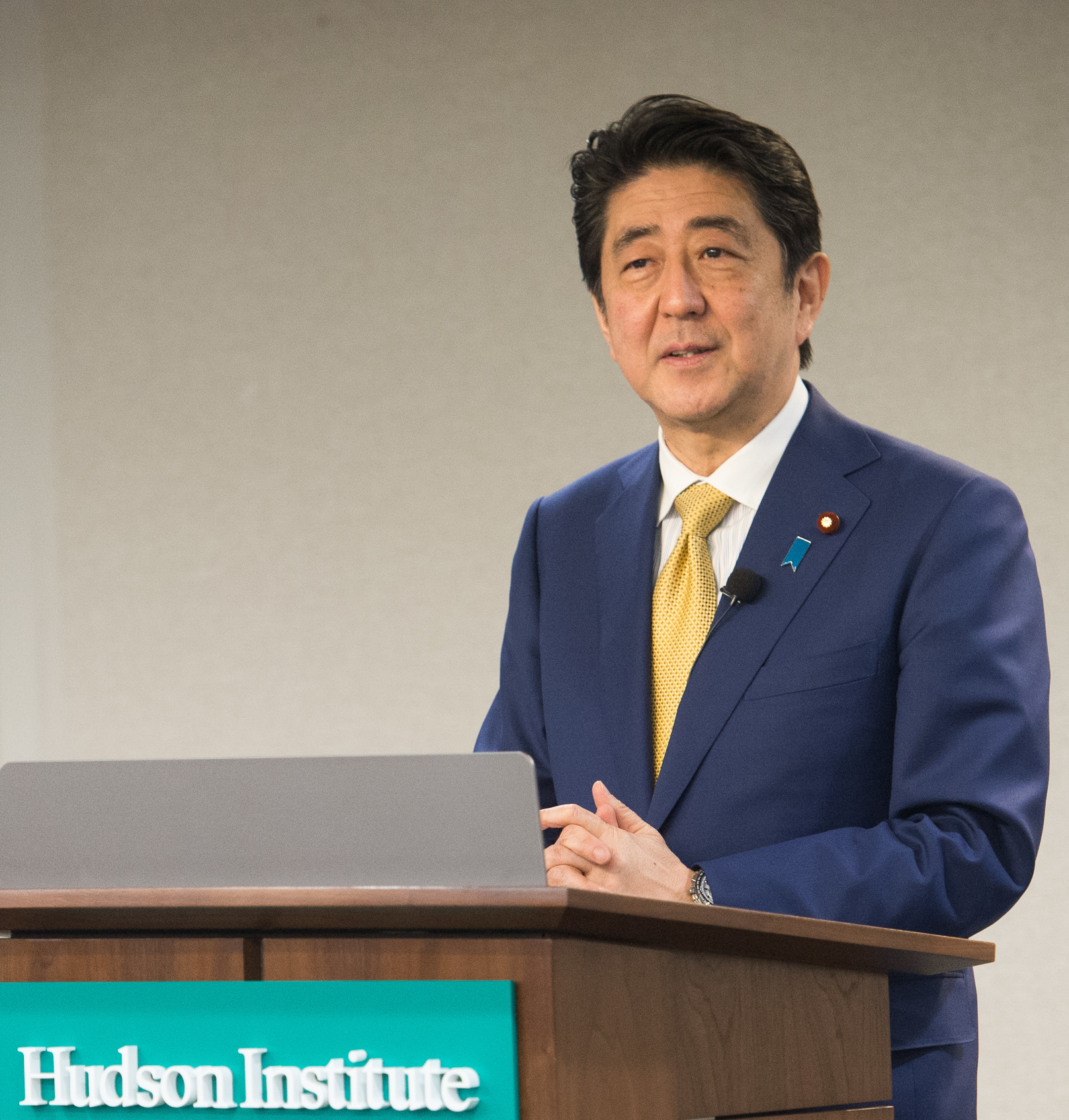
آبي يتحدث في معهد هدسون في واشنطن العاصمة في مارس 2016.

في سبتمبر 2015 أعيد انتخاب آبي رئيسا للحزب الديمقراطي الليبرالي في انتخابات غير متنازع عليها بعد فشل عضو البرلمان الليبرالي الديمقراطي سيكو نودا في حشد الدعم الكافي للترشح كمرشح. بعد ذلك أجرى آبي تعديلا وزاريا مع إبقاء الوزراء الرئيسيين للمالية والاقتصاد والشؤون الخارجية وكبير أمناء مجلس الوزراء في مناصبهم مرة أخرى. كما أنشأ منصبا وزاريا جديدا لتنسيق السياسات المتعلقة بالاقتصاد وانخفاض عدد السكان وإصلاح الضمان الاجتماعي والذي شغله كاتسونوبو كاتو.
في مؤتمر صحفي بعد إعادة انتخابه رسميا كرئيس للحزب الديمقراطي الليبرالي أعلن آبي أن المرحلة التالية من إدارته ستركز على ما أسماه «أبينوميكس 2.0» والذي كان الهدف منه معالجة قضايا انخفاض الخصوبة وشيخوخة السكان وإنشاء مجتمع «يمكن فيه لكل فرد من مواطني اليابان البالغ عددهم 100 مليون أن يقوم بأدوار نشطة». تتألف هذه السياسة الجديدة من أهداف أشار إليها آبي ب«ثلاثة أسهم جديدة» لتعزيز الناتج المحلي الإجمالي لليابان إلى 600 تريليون ين بحلول عام 2021 ورفع معدل الخصوبة الوطني من متوسط 1.4 إلى 1.8 طفل لكل امرأة وتحقيق الاستقرار في عدد السكان عند 100 مليون وخلق وضع لا يضطر فيه الناس إلى ترك العمل من أجل رعاية الأقارب المسنين بحلول منتصف عام 2020. وأوضح آبي أن الحكومة ستتخذ إجراءات لزيادة الأجور وزيادة الاستهلاك وتوسيع رعاية الأطفال والضمان الاجتماعي وخدمات الرعاية لكبار السن لتحقيق هذه الأهداف.
قوبل هذا التكرار الجديد لأبينوميكس ببعض الانتقادات من قبل المحللين السياسيين الذين جادلوا بأنه لم يتضح بعد ما إذا كانت الأسهم الثلاثة الأولى قد نجحت في انتشال اليابان من الانكماش (كان التضخم أقل بكثير من هدف 2٪) وأن الأسهم الجديدة تم تقديمها على أنها مجرد أهداف بدون السياسات اللازمة لتحقيقها وأن الأهداف نفسها كانت غير واقعية. ومع ذلك أظهرت استطلاعات الرأي خلال الأشهر الأخيرة من عام 2015 أن معدلات موافقة حكومة آبي ارتفعت مرة أخرى إلى أرقام إيجابية بعد التغيير في التركيز على القضايا الاقتصادية.
في ختام محادثات الشراكة العابرة للمحيط الهادئ في أوائل أكتوبر 2015 أشاد آبي بالاتفاقية لإنشاء «منطقة اقتصادية غير مسبوقة» وفتح إمكانيات لاتفاقية تجارة حرة أوسع لمنطقة آسيا والمحيط الهادئ والتجارة اليابانية مع أوروبا. كما وعد بتخفيف أي آثار سلبية على القطاع الزراعي الياباني. ظهرت أرقام إجمالي الناتج المحلي الصادرة في نوفمبر 2015 في البداية لتظهر أن اليابان دخلت الركود الثاني منذ تطبيق أبينوميكس ولكن تم تعديل هذه الأرقام لاحقا لإظهار أن الاقتصاد قد نما بنسبة 1 في المائة في الربع الثالث وبالتالي تجنب الركود.
في ديسمبر 2015 وافق الطرفان اللذان يشكلان الائتلاف الحاكم لآبي على إدخال معدل مخفض لضريبة الاستهلاك على المواد الغذائية عندما تتم الزيادة المتوقعة للضرائب من 8 إلى 10 في المائة في أبريل 2017. وتم التوصل إلى هذه الصفقة بعد رؤية آبي يؤيد بشدة الموقف الذي يشغله شريكه الأصغر في الائتلاف كوميتو والذي يقضي بضرورة تخفيض معدل الضريبة الأمر الذي أثار بعض الخلاف بين أعضاء حزبه الذين فضلوا سياسة ضبط مالي أكبر من خلال الضرائب. فصل آبي تاكيشي نودا رئيس لجنة الضرائب في الحزب الليبرالي الديمقراطي (الذي عارض التخفيض) وعين يويتشي ميازاوا الذي كان أكثر تفضيلا لهذه السياسة بديلاً له. أعلن آبي أن الصفقة الضريبية هي «أفضل نتيجة ممكنة» للمفاوضات.

## الفترة الرابعة كرئيس للوزراء (2017-2020)

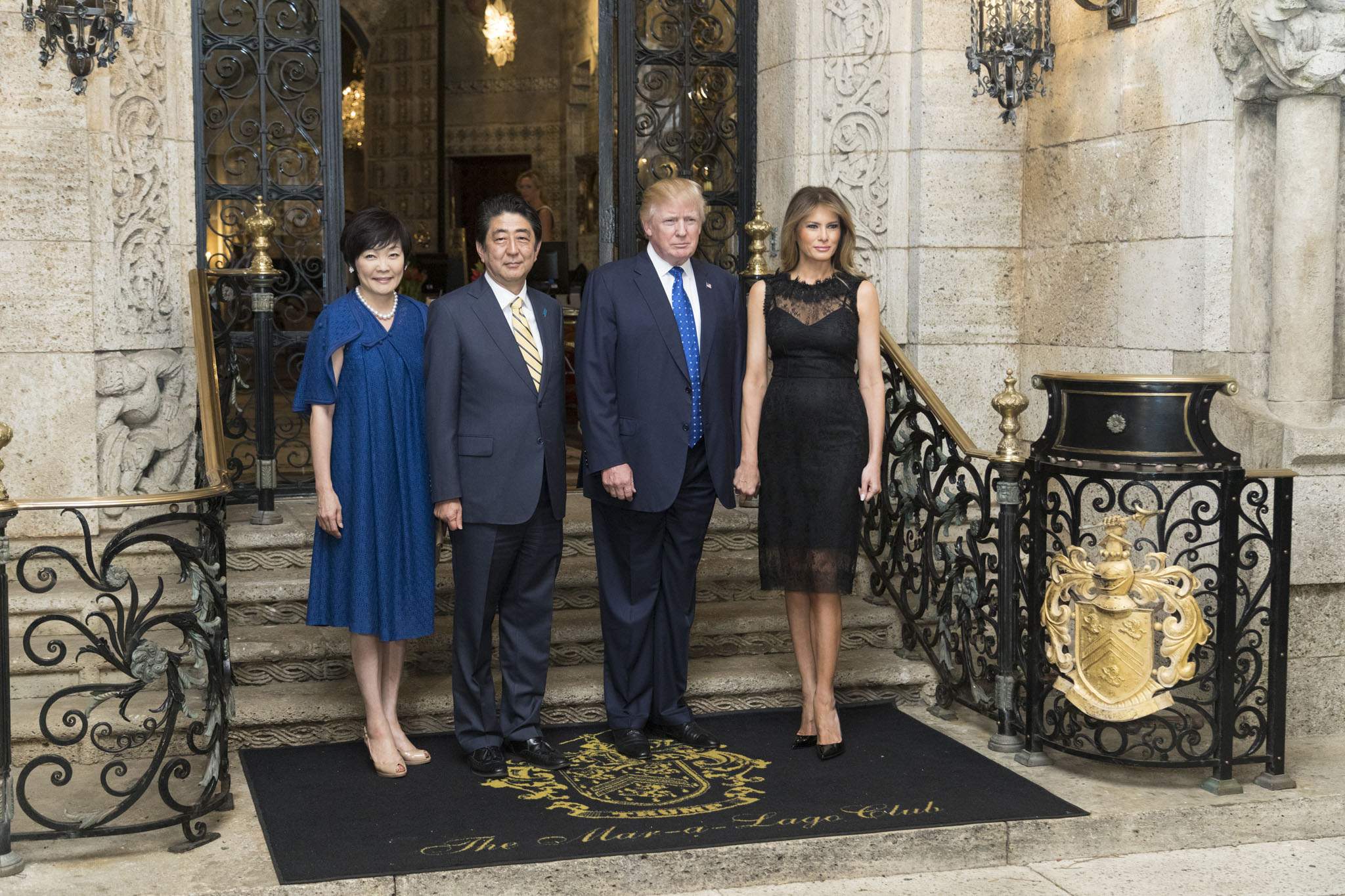
آبي مع الرئيس الأمريكي دونالد ترامب في منزل ترامب في مارالاغو في فلوريدا.

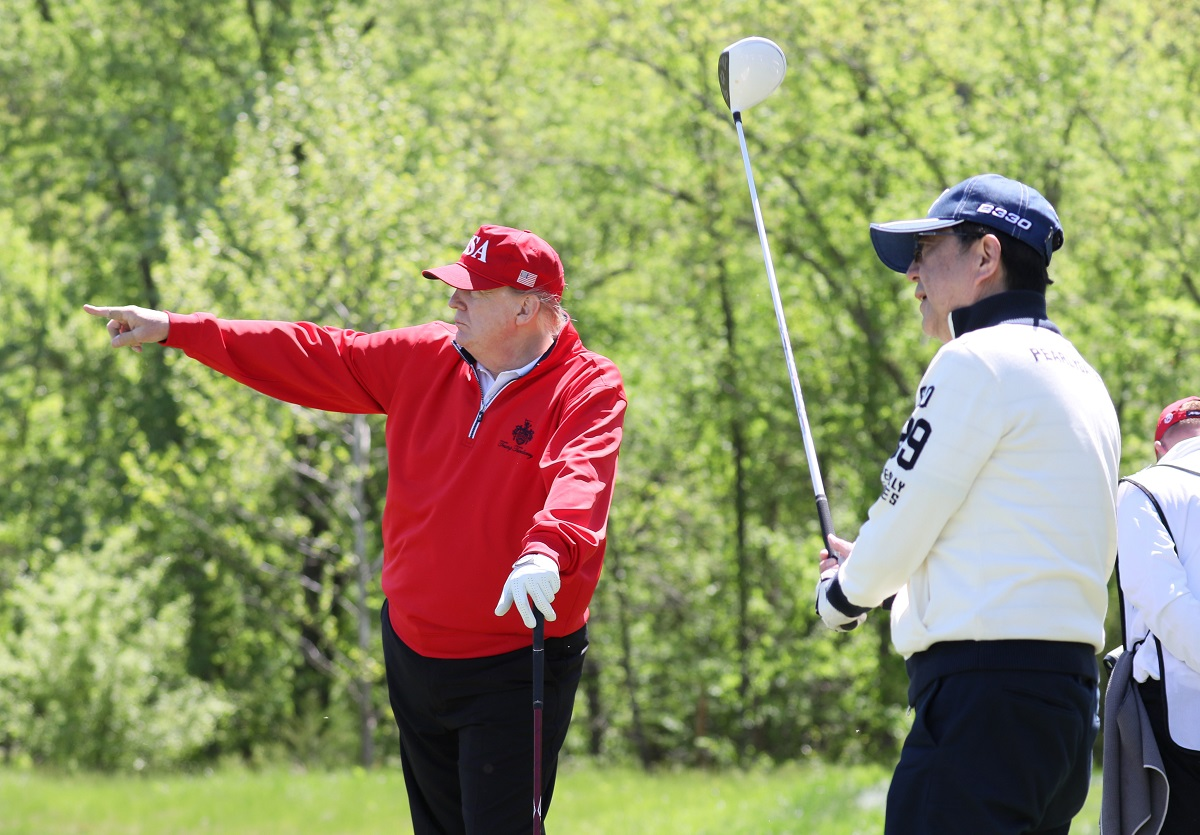
طور آبي علاقات وثيقة مع الرئيس الأمريكي دونالد ترامب.

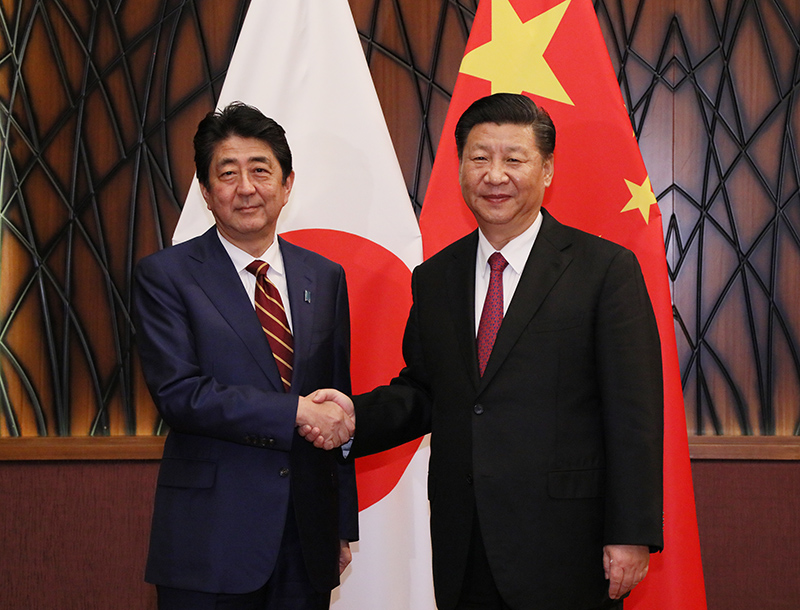
آبي والزعيم الصيني شي جين بينغ في نوفمبر 2017.

### وجهات النظر في التاريخ

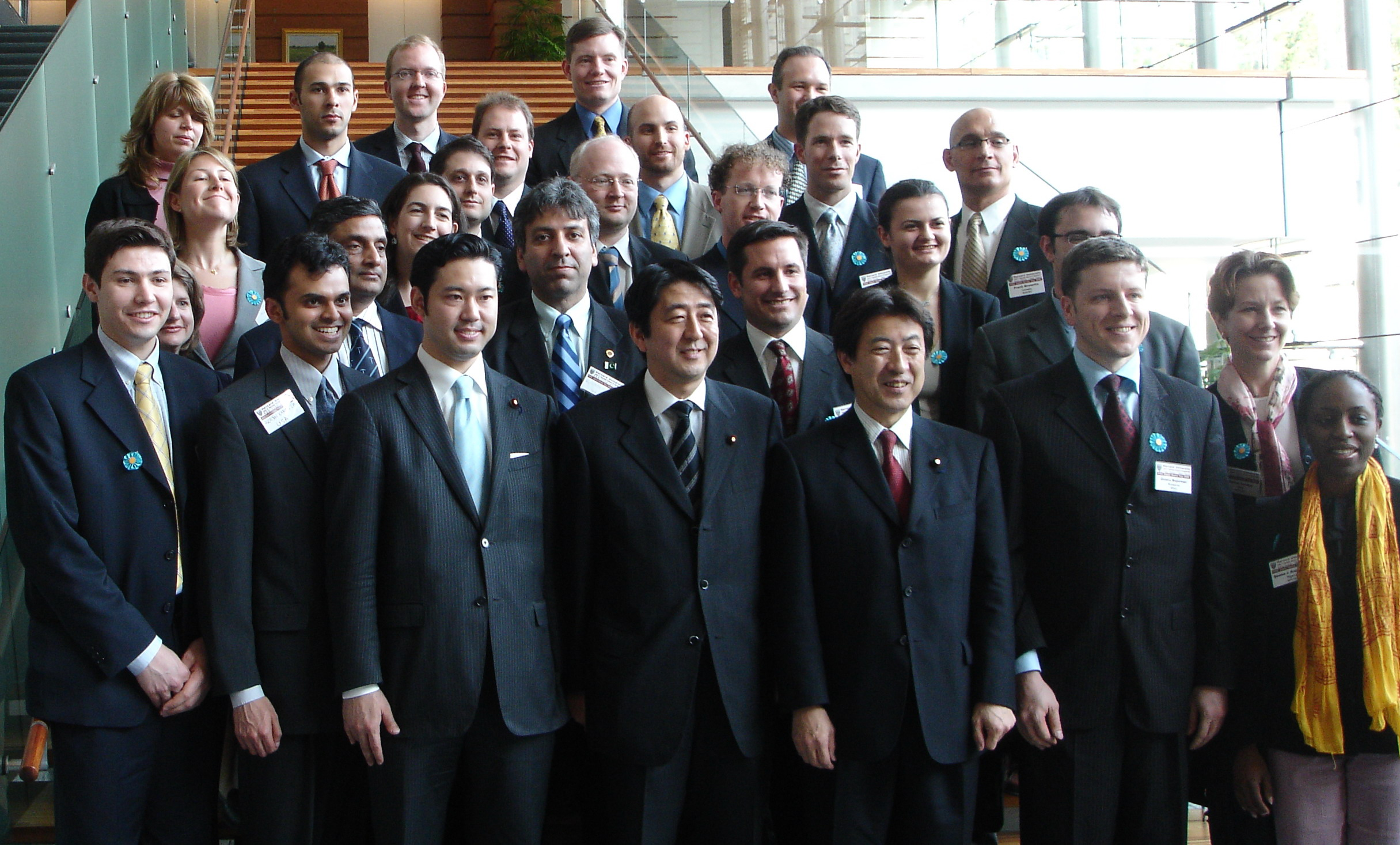
آبي بصفته رئيس مجلس الوزراء الياباني مع مجموعة من الطلاب من جامعة هارفارد في مارس 2006. يقف إلى يساره وزير شؤون مجلس الوزراء المستقبلي ياسوهيسا شيوزاكي (وهو نفسه خريج جامعة هارفارد).

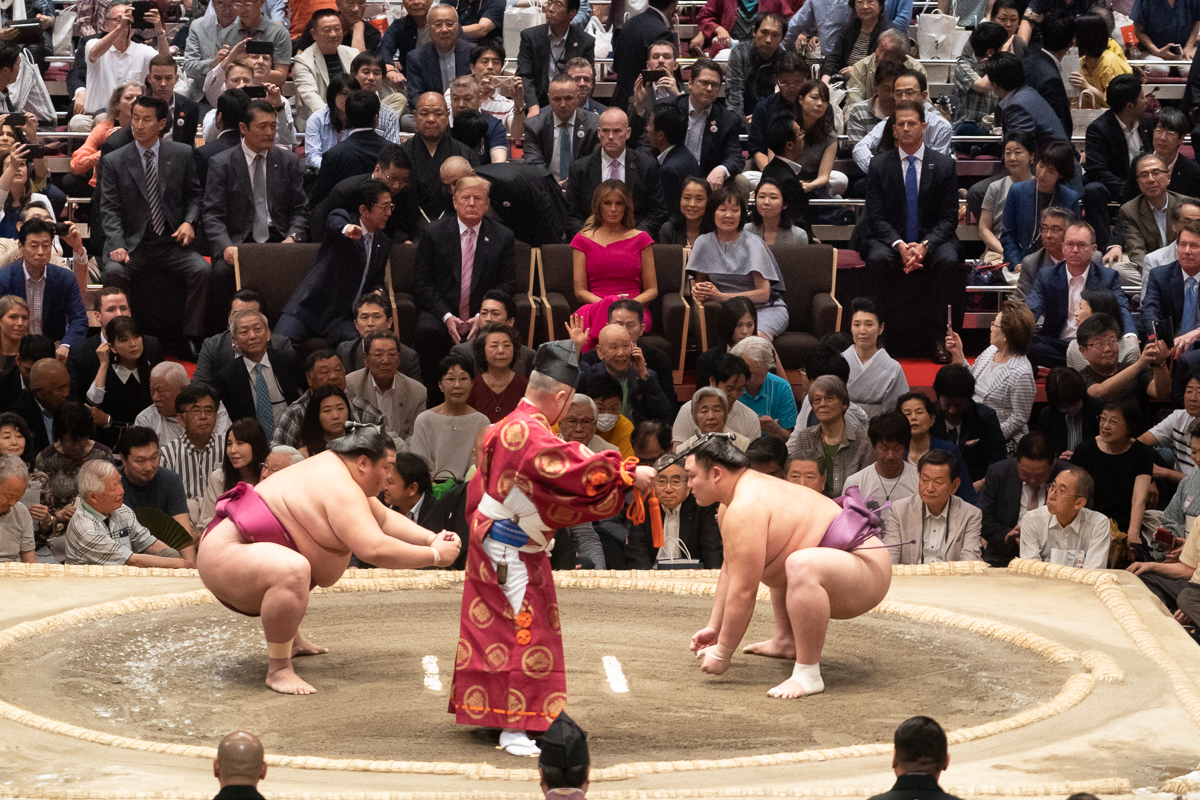
آبي يحضر مباراة مصارعة يابانية تقليدية مع الرئيس الأمريكي دونالد ترامب.

### الاستجابة لوسائل الإعلام

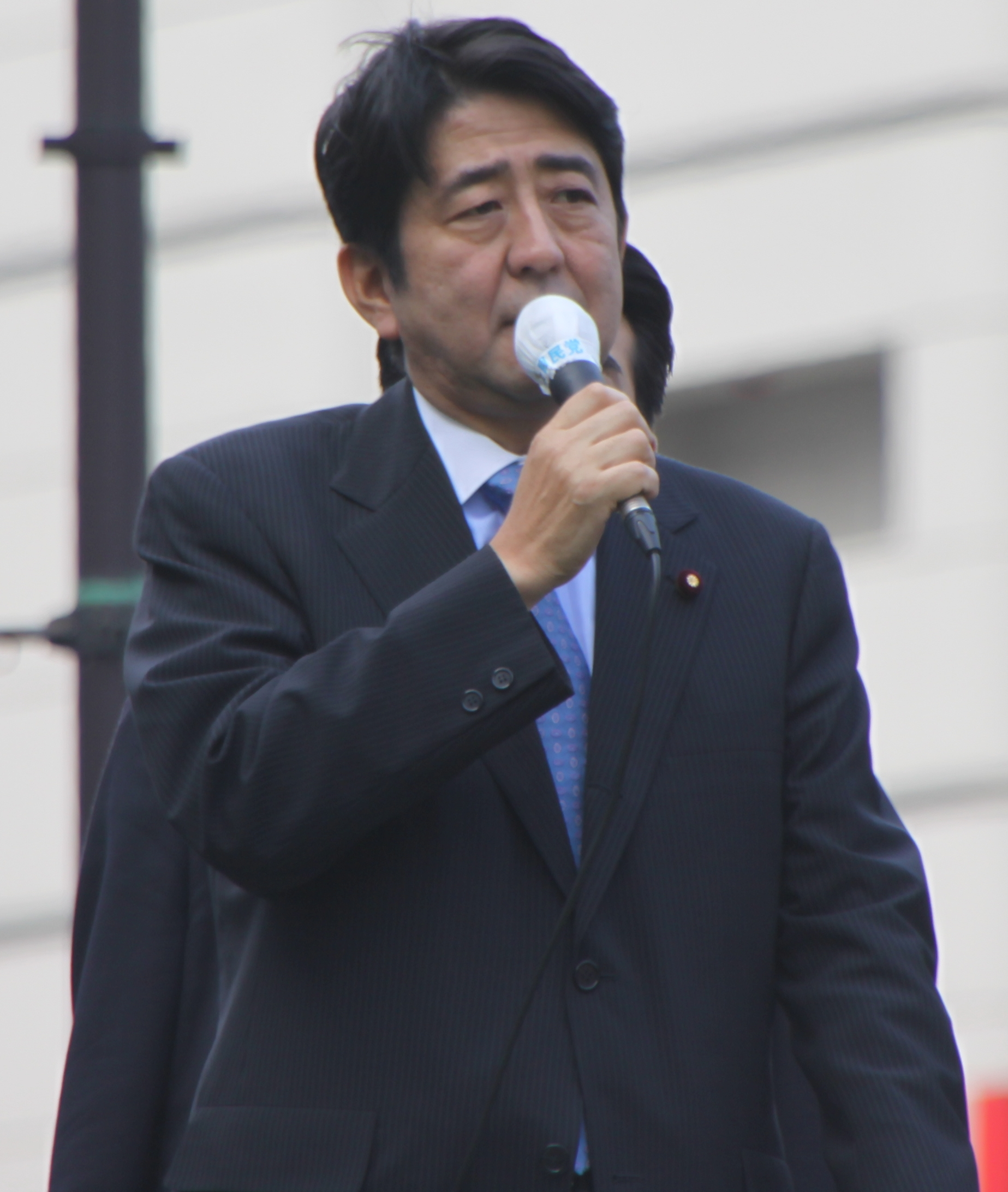
آبي أثناء حملته في عام 2010.

## الحياة الشخصية

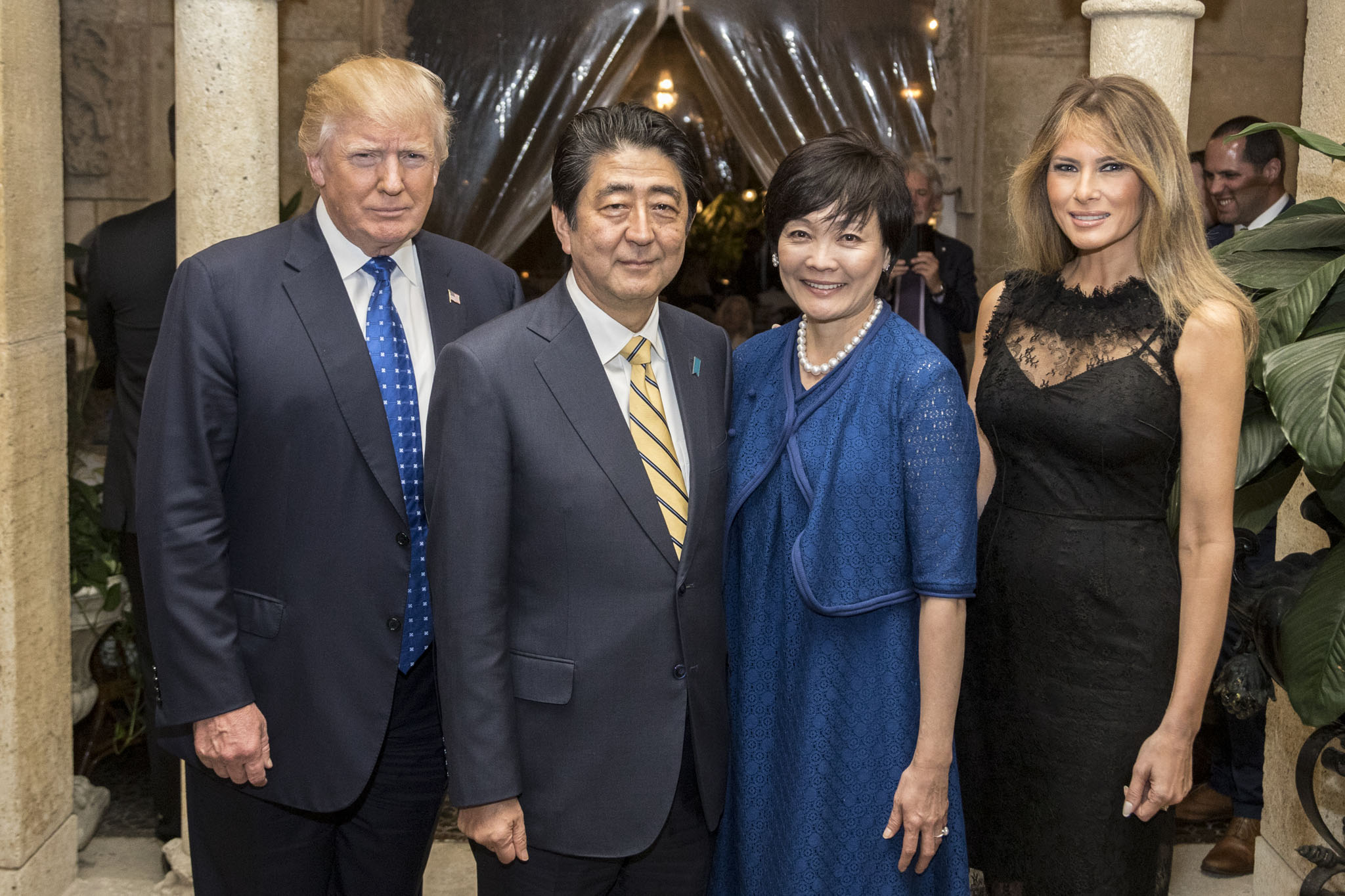
آبي وزوجته آكي آبي مع دونالد وميلانيا ترامب.

## مقتله

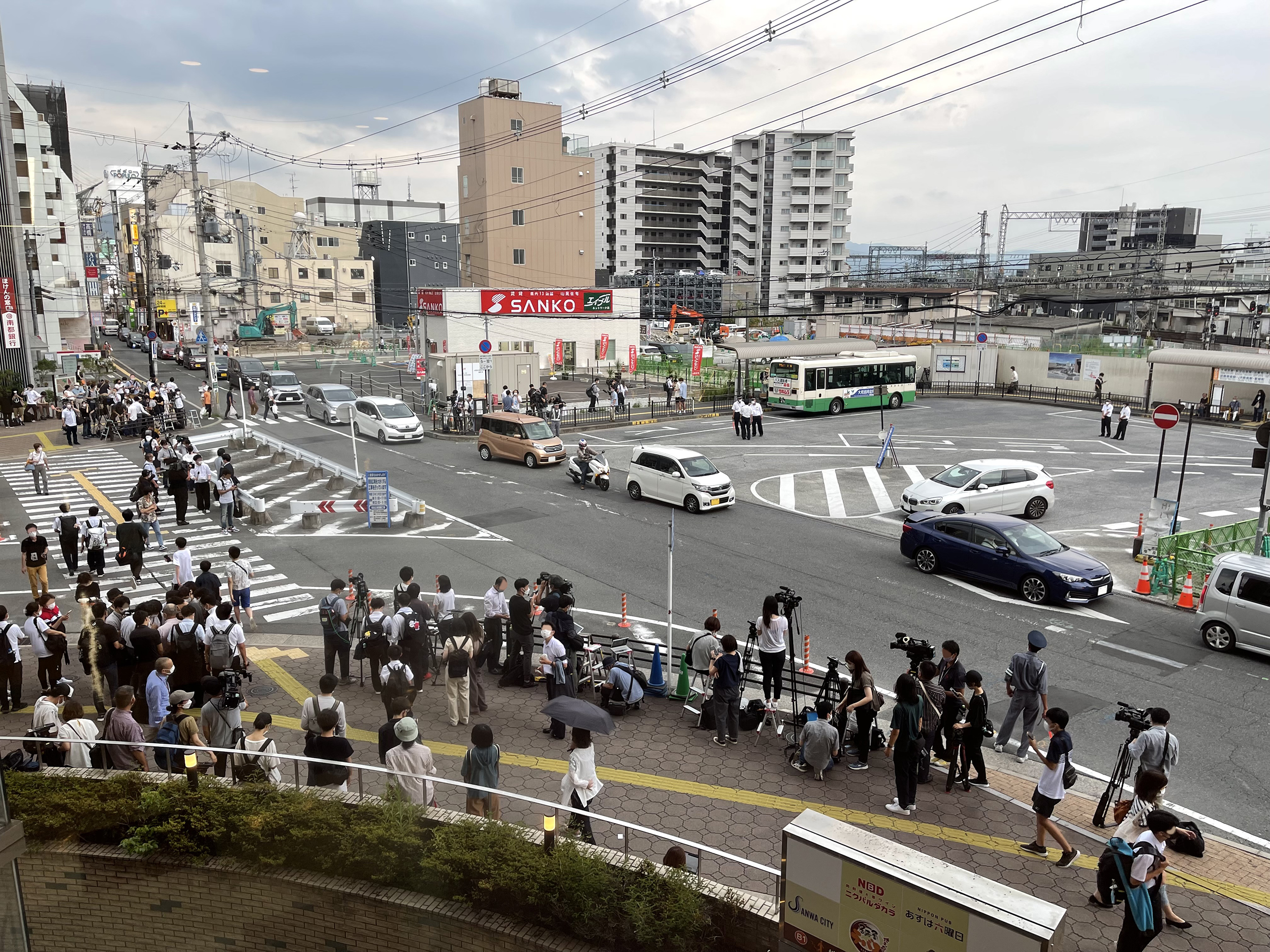
موقع اغتيال آبي في 8 يوليو 2022، بعد ساعات فقط من إطلاق النار.

## الأوسمة والجوائز والتقدير الدولي

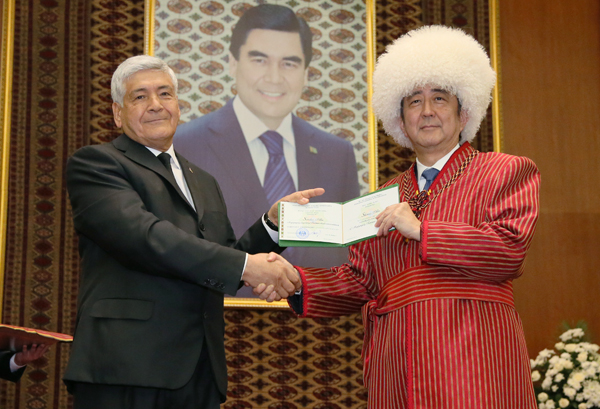
غورتنياز نورليفيتش هانميرادوف وشينزو آبي في توركمانستان.